# Orte aus Star Wars
Dieser Artikel gibt einen Überblick über die wichtigsten Orte des Star Wars-Universums, dessen Geschichte mit dem 1977 erschienenen Kinofilm Krieg der Sterne (Originaltitel: Star Wars) begann. Schöpfer von Star Wars ist der Drehbuchautor, Produzent und Regisseur George Lucas.
Im Kern besteht Star Wars aus derzeit drei Filmtrilogien: der Originaltrilogie, die neben Krieg der Sterne (Episode IV) die Filme Das Imperium schlägt zurück (1980, Episode V) und Die Rückkehr der Jedi-Ritter (1983, Episode VI) umfasst; der Prequel-Trilogie, die in der Zeit vor der Originaltrilogie spielt, mit den Filmen Die dunkle Bedrohung (1999, Episode I), Angriff der Klonkrieger (2002, Episode II) und Die Rache der Sith (2005, Episode III); und schließlich der inhaltlich auf die Originaltrilogie folgenden Sequel-Trilogie, die 2015 mit Das Erwachen der Macht (Episode VII) begann, 2017 mit Die letzten Jedi (Episode VIII) fortgeführt wurde und am 18. Dezember 2019 mit Der Aufstieg Skywalkers (Episode IX) abgeschlossen wurde. Darüber hinaus existieren mehrere Ableger, die offiziell als A Star Wars Story vermarktet werden. Unter diese fällt Rogue One: A Star Wars Story, das 2016 erschien. Im Mai 2018 erschien mit Solo: A Star Wars Story der zweite Film dieser Reihe, die ihre Handlung abseits der Haupttrilogien haben.
Unter dem Begriff Erweitertes Universum (engl. Expanded Universe) werden im Star-Wars-Kontext alle lizenzierten Star-Wars-Materialien außerhalb der Kinofilme gefasst. Das erweiterte Universum beinhaltet Bücher, Comic-Hefte, Spiele und andere Medien, die die Geschichten, die in den Filmen erzählt werden, erweitern. Die Erweiterung des Star-Wars-Universums begann im Jahr 1978. Mit der Übernahme der Star-Wars-Marke durch Disney im Jahr 2012 änderte sich das Expanded Universe grundlegend. Ende April 2014 gab Disney bekannt, dass das ehemalige erweiterte Universum nicht mehr zum offiziellen Kanon gehöre und unabhängig unter dem Sammelnamen Legends fortbestehe. Zum Star-Wars-Kanon gehören fortan die Kinofilme, die Serien Star Wars: The Clone Wars und Star Wars Rebels sowie alle (mit wenigen Ausnahmen) ab April 2014 erschienene und neu veröffentlichte, weitere Star-Wars-Medien. Star-Wars-Neuerscheinungen werden in Kooperation mit der sogenannten Lucasfilm Story Group erarbeitet, um die Kontinuität zwischen den einzelnen Werken zu wahren.
Nachfolgend aufgelistet sind die wichtigsten Orte des Star-Wars-Universums. Dabei liegt der Fokus auf den Kinofilmen, Serien, Romanen und Videospielen. Orte, die in diesen Medien lediglich genannt werden, sind nicht aufgelistet, sofern sie keinen bedeutenden Stellenwert in der Handlung von Star Wars einnehmen. Bedeutende und beliebte Orte in den unkanonischen Geschichten sind abschließend unter dem Sammelbegriff Legends aufgeführt.

## Grundsätzliches über dieStar-Wars-Galaxis
Die Star-Wars-Galaxis hat einen Durchmesser von rund 100.000 Lichtjahren und besteht aus über 400 Milliarden Sternen, davon ca. 3,2 Millionen bewohnbare Planetensysteme. Sie ist von unzähligen intelligenten Spezies bewohnt.
Die Galaxis ist „zwiebelschalenförmig“ in mehrere Bereiche eingeteilt. Ausgehend vom Zentrum der Galaxis verteilen sie sich ringförmig zum Rand der Galaxis. Die innerste Region ist der sogenannte Tiefkern, die äußersten Regionen sind die Unbekannten Regionen und der Wilde Raum.

### Tiefkern
Die innerste Region ist der Tiefkern. In seinem Mittelpunkt befindet sich (ähnlich wie bei real existierenden Galaxien wie der Milchstraße) ein supermassereiches Schwarzes Loch. Wegen der starken gravitativen Verzerrung des Hyperraums galt diese Region lange als unzugänglich. Erst zur Zeit des Galaktischen Imperiums werden im Rahmen des Forschungs- und Ausbeutungsprogrammes von Imperator Palpatine Hyperraumwege gefunden.

### Kernwelten
Die Kernwelten sind das am dichtesten besiedelte Gebiet der Galaxis und beherbergen die reichsten und einflussreichen Planeten der Galaxis. Sie bilden den Abschluss zahlreicher wichtiger Handelsrouten und sind kulturelles, politisches, finanzielles, technologisches und wissenschaftliches Zentrum der Galaxis. Hier wird die Galaktische Republik gegründet und auch der Ursprungsplanet der Menschen wird in den Kern-Systemen vermutet.
Wichtige Planeten: Coruscant, Corellia, Kuat, Hosnian Prime

### Kolonien
In der als Kolonien bekannten Region befinden sich die Planeten, die als erste nach den Kernwelten besiedelt wurden. Einige von ihnen sind Teil wichtiger Handelsrouten und somit sehr wohlhabend.
Wichtige Planeten: Carida, Cato Neimoidia

### Innerer Rand
Nach ihrer Besiedlung ist diese Region lange nur als Der Rand bekannt, da sie damals die äußerste Grenze der bekannten Galaxis darstellte. Als sich die Galaktische Republik dann über diesen Rand hinaus ausbreitete, ergibt diese Bezeichnung keinen Sinn mehr, doch aus Achtung vor dem alten Namen wird sie nur zu Innerer Rand präzisiert.
Wichtige Planeten: Onderon, Jakku

### Expansionsregion
Die Expansionsregion ist reich an Rohstoffen. In dieser Region gibt es zwar nur wenige Planeten, aber diese sind aufgrund ihrer Exporte in die ganze Galaxis wichtig. Dieser Bereich ist zudem von strategischer Bedeutung, da er die direkte Verbindung vom Inneren zum Mittleren Rand darstellt.

### Mittlerer Rand
Die meisten Planeten des Mittleren Randes sind von Einheimischen oder Kolonisten bevölkert, die ihre Welt größtenteils selbst nutzen. Andere sind nur wegen ihrer Bodenschätze von Bedeutung oder werden nicht weiter beachtet. Der recht große Abstand zum Kern sorgte für weniger Aufmerksamkeit auf diesen Sternen. Für viele, die in Richtung Äußerer Rand reisen, gilt die Region lange Zeit als letzter zivilisierter Bereich. Allerdings kämpft sie auch mit den Ausläufern der Piraterie, die im Äußeren Rand herrscht.
Wichtige Planeten: Naboo, Kashyyyk, Takodana, Jedha

### Äußerer Rand
Der Äußere Rand bzw. Outer Rim ist die größte Region der bekannten Galaxis. Lange Zeit gilt der Äußere Rand als sagenumwobene Region voller Schrecken, in die sich keiner freiwillig begibt. Kriminelle Organisationen, wie der Hutten-Klan, Syndikate und Sklavenhändler, beherrschen einen Großteil dieser Region. Auch nach der Besiedlung zahlreicher Planeten des Äußeren Randes hat die Galaktische Republik hier nur wenig Einfluss, sodass oft Gesetzlosigkeit herrscht, so gilt z. B. die Sklaverei auf vielen Welten als normal. Das Imperium baut den Todesstern unter anderem, um den Äußeren Rand zu kontrollieren.
Wichtige Planeten: Mon Cala, Kessel, Sullust, Geonosis, Mustafar, Tatooine, Savareen, Moraband

### Unbekannte Regionen
Die Unbekannten Regionen befinden sich im westlichen Teil der Galaxis, diese sind zwar kartiert, aber größtenteils unentdeckt. Sie lassen wegen der starken Gravitationsverzerrungen, Solarstürmen und weiteren Hindernissen keinen Flug mit Hyperantrieb zu. Welten wie etwa der Sith-Planet Exegol sind ausschließlich mit bestimmten seltenen Navigationstechniken, wie z. B. einem Sith-Wegfinder zu erreichen, der den Weg durch die vielen Ströme und sturmartigen Hindernisse navigiert.
Wichtige Planeten: Exegol, Ilum (Ursprungsort der Starkiller-Basis)

### Wilder Raum
An die Unbekannten Regionen grenzt der Wilde Raum an, die einzige bekannte Region, die von niemandem wirklich beansprucht wird. Sie liegt zum größten Teil außerhalb der bekannten Galaxis-Karte und ist somit weder kartiert, noch erkundet oder bewohnt. Dennoch existieren einige wenige Planeten, die von intelligenten Spezies besiedelt wurden.

### Andere Galaxien
Über andere Galaxien ist wenig bekannt. Einer der wenigen Handlungsorte außerhalb der bekannten Galaxie ist der Planet Peridea aus der Serie Ahsoka.

## Planeten
Zum Star-Wars-Kanon gehören alle Kinofilme, die Animationsserien The Clone Wars und Rebels sowie eine Vielzahl der ab April 2014 erschienenen oder neu veröffentlichten Star-Wars-Medien. Star-Wars-Neuerscheinungen werden in Kooperation mit der sogenannten Lucasfilm Story Group erarbeitet, um die Kontinuität zwischen den einzelnen Werken zu wahren. Aufgelistet werden Planeten, die im offiziellen Star-Wars-Kanon Teil der Handlung sind. Dabei liegt der Fokus auf den Kinofilmen, Serien, Romanen und Videospielen. Orte und Ereignisse, die in diesen Medien lediglich erwähnt werden, sind nicht aufgelistet, sofern sie keinen bedeutenden Stellenwert in der Handlung von Star Wars einnehmen.

### Ahch-To

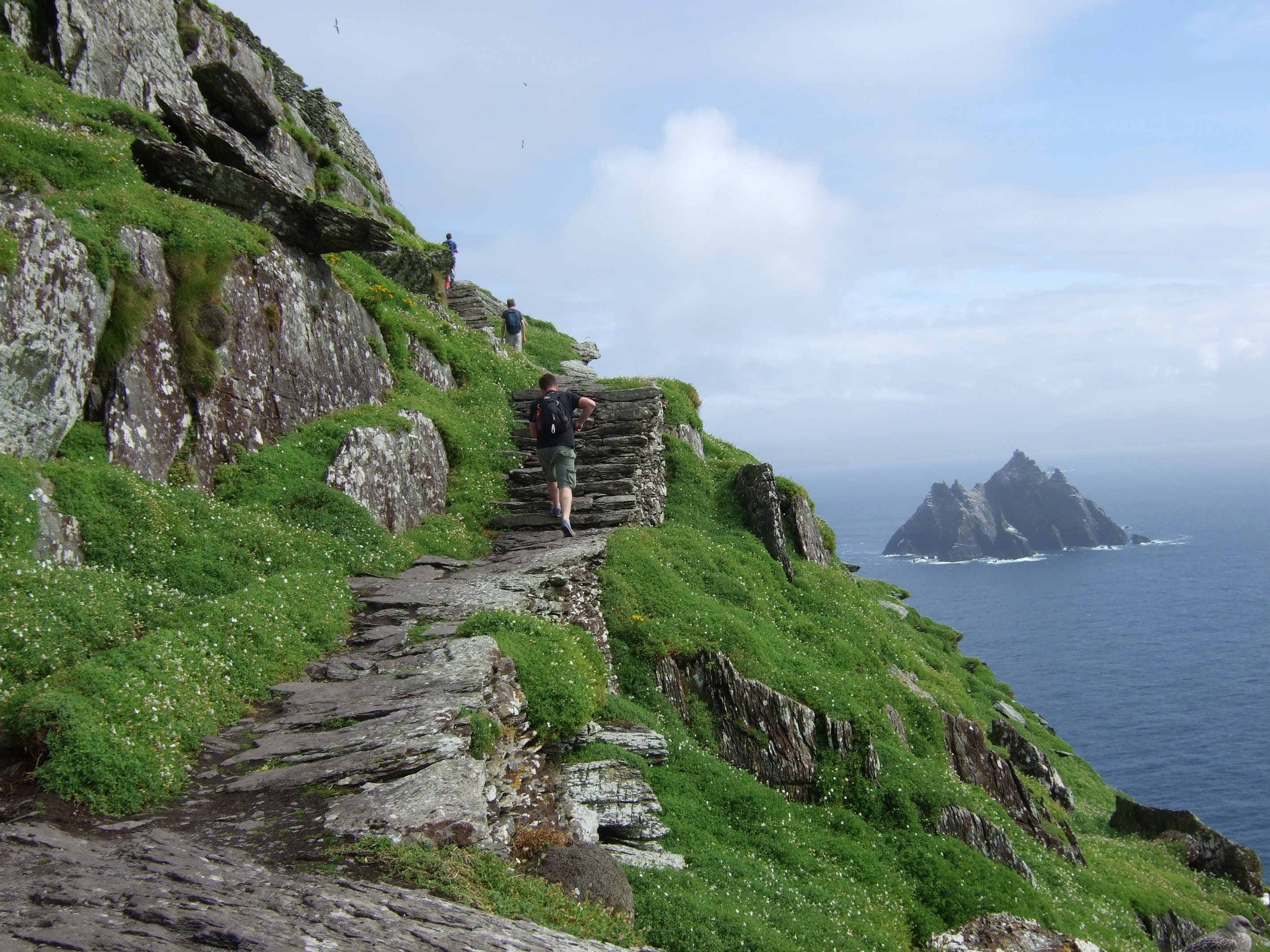
Skellig Michael (Irland), Kulisse für den Planeten Ahch-To.

Ahch-To ist ein ozeanischer Planet, der einige begrünte und von unterschiedlichsten Wesen bewohnte Inseln aufweist, darunter die vogelartigen Porgs und die Hüter, die sich um die Erhaltung des Jedi-Tempels, einer der ersten überhaupt, kümmerten. Hier befanden sich zahlreiche weitere Artefakte der Jedi, darunter ein Baum mit den ältesten heiligen Schriften des Jedi-Ordens.
Auf einer der Inseln hält sich nach der Vernichtung seiner Jedi-Akademie durch seinen Neffen Ben Solo, Luke Skywalker im selbstauferlegten Exil sechs Jahre lang versteckt, bevor er von Rey gefunden wird, die ihn zu seiner Rückkehr und zur Unterstützung des von seiner Schwester Leia Organa angeführten Widerstands bewegen möchte. Auf Ahch-To stirbt Luke Skywalker schließlich in Folge einer kräftezehrenden Machtprojektion seiner selbst. Als sich seine Schülerin Rey ein Jahr später ebenfalls ins Exil absetzen will, trifft sie auf der Insel ihres verstorbenen Meisters auf den Machtgeist Luke Skywalkers, der ihr Mut zuspricht und ihr das Lichtschwert seiner Schwester Leia überreicht. Um Rey für den finalen Kampf die Reise nach Exegol zur Sith-Zitadelle zu ermöglichen, holt er mit der Macht seinen einst abgestürzten X-Wing aus den Tiefen des Meeres von Ahch-To.
Als Drehort diente unter anderem die irische Insel Skellig Michael. Malin Head im County Donegal und Ceann Sibeal im County Kerry (vor dessen Küste Skellig Michael liegt) dienten als zusätzliche Kulisse.
Erscheint in:
- Filme: VII, VIII, IX
- Comics: Das Erwachen der Macht, Die letzten Jedi

### Ajan Kloss
Ajan Kloss ist ein Waldmond und liegt am Äußeren Rand im Cademimu-Sektor. Der Planet selbst umkreist den Gasriesen Ajara und hat zusätzlich noch zwei Monde. Kurzzeitig wurde zu Beginn des Galaktischen Bürgerkrieges überlegt, auf dem Planeten den Stützpunkt der Rebellenallianz zu errichten. Diese Idee wurde jedoch wieder verworfen, da der Planet zu dicht an imperiale Gebiete angrenzte. Der Bau des Stützpunktes wurde später schließlich auf Yavin IV verlegt.
Kurz nach dem Fall des Imperiums und der Schlacht von Jakku, trainiert Luke Skywalker Leia Organa im Dschungel von Ajan Kloss in den Lehren der Jedi. Viele Jahre später erinnert Leia Organa sich an diesen Ort, als der Widerstand nach der Niederlage in der Schlacht von Crait nach einem neuen Stützpunkt Ausschau hält. Daraufhin errichtet der Widerstand dort eine verborgene Basis. Versteckt vor Feinden, bereitete sich der Widerstand auf Ajan Kloss auf die alles entscheidende Schlacht gegen Imperator Palpatine und die Überreste der Ersten Ordnung vor.
Nach dem Tod des Imperators und dem Sieg über die Erste und Letzte Ordnung, feierte der Widerstand mit allen Zivilisten, die in der entscheidenden Schlacht von Exegol gekämpft hatten, ihren Triumph.
Als Drehort diente das Außengelände der Pinewood Studios.
Erscheint in:
- Filme: IX
- Videospiele: Battlefront II

### Alderaan

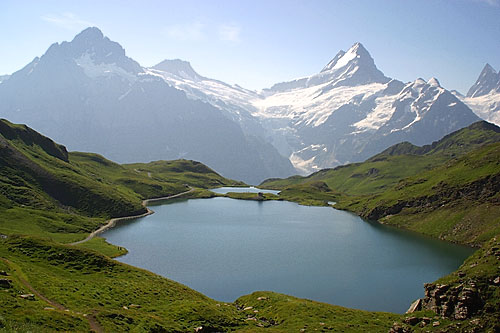
Grindelwald (Schweiz) diente als Kulisse für Alderaan.

Alderaan wird in Krieg der Sterne als friedlicher Planet ohne Militär beschrieben. Auf dem Planeten gab es kleine Seen sowie Ebenen, die von hohen Bergen umrahmt waren. Alderaan wurde als Zentrum der Kunst geachtet und von der Königsfamilie Organa regiert. Die für ihre Universitäten bekannte Hauptstadt Aldera lag auf einer kleinen Insel. Nachdem der Planet vom Todesstern zerstört worden war, blieb nur ein Trümmerfeld zurück, dem der Name Grabstätte gegeben wurde. Auf diesem Planeten wurde Prinzessin Leia aufgezogen, die von der Königsfamilie (Bail Organa und seiner Frau) adoptiert wurde.
Die Hauptstadt von Alderaan wird in Die Rache der Sith mit der Ankunft von Leia Organa gezeigt. In Krieg der Sterne ist der Planet kurz vor der Zerstörung durch den Todesstern zu sehen.
Erscheint in:
- Filme: III, IV
- Serien: The Clone Wars, Obi-Wan Kenobi
- Romane: Meister und Schüler, Schatten der Königin, Ahsoka, Verlorene Welten, Leia
- Comics: Prinzessin Leia, Obi-Wan Kenobi

### Aldhani
Aldhani liegt im Cademimu-Sektor im Äußeren Rand. Die Landschaft des Planeten ist von Bergen und Grünflächen geprägt Das Galaktische Imperium besetzt den Planeten zu taktischen Vorteilen und vertreibt die Einheimischen. Während des spektakulären Himmelsphänomens Das Auge, überfällt die Rebellengruppe um Cassian Andor die imperiale Einrichtung von Aldhani.
Erscheint in
- Serien: Andor

### At Attin
At Attin ist ein abgelegener Planet in einer nicht genau verzeichneten Region der Galaxis. Er ist einer von neun Planeten, die isoliert von anderen Planeten und den Geschehnissen in der Galaxis von der Galaktischen Republik verborgen wurden. At Attin hat Waldgebiete und eine große Stadt, in der es Wohngebiete, Bildungseinrichtungen und Regierungsstützpunkte der Planetenadministration gibt. Die Infrastruktur, Schulbildung, Gewährleistung von Sicherheit sowie das Aufrechterhalten von Gesetz und Ordnung werden hauptsächlich von Droiden durchgeführt. Die Bewohner des Planeten arbeiten als Kollektiv im Rahmen des Programms des „Großen Werks“ der Republik, von dessen wahrer Natur die Bürger jedoch ununterrichtet bleiben.
Alte Legenden und Mythen besagen, dass auf At Attin ein verborgener Schatz versteckt ist, was den Planeten gerade unter Piraten zu einem bekannten Begriff werden lässt.
Erscheint in:
- Serien: Skeleton Crew

### Bespin
Bespin ist ein Gasplanet im Anoat-Sektor. In der oberen Atmosphäre des Planeten existieren Städte, die das Tibanna-Gas auffangen und speichern. Ein Beispiel für so eine Tibanna-Gas-Mine ist die Wolkenstadt. Das Gas wird vor allem als Ladung für Blaster- und Laserwaffen sowie als Raumschifftreibstoff benutzt. Bespin war der Wohnort von Lando Calrissian, der eine der Gasminen durch einen Sabacc-Gewinn an sich gebracht hatte. Auf Bespin kämpft Luke Skywalker das erste Mal gegen Darth Vader und erfährt dort, dass dieser sein Vater ist.
Erscheint in:
- Filme: V, VI, IX
- Romane: Verlorene Welten, Nachspiel-Trilogie, Letzte Chance
- Comics: Star Wars (2020)
- Videospiele: Battlefront, Battlefront II, Uprising

### Bracca
Bei Bracca handelt es sich um einen kargen Planeten ohne jegliche Vegetation, der vor allem für seinen weitläufigen Schiffsfriedhof bekannt ist. Aufgrund seiner strategisch günstigen Lage in der Nähe von Hyperraumrouten war dieser Planet in den Klonkriegen Schauplatz mehrerer erbitterter Kämpfe zwischen der Republik und der Separatistenallianz. Nach Kriegsende ließen sich hier mehrere Industriebetriebe nieder, unter anderem eine Abwrackwerft, wo die zuständige Schrottsammlergilde ausrangierte Sternenzerstörer zerlegte und deren brauchbare Einzelteile an das Galaktische Imperium verkaufte.
Erscheint in:
- Serien: The Bad Batch
- Videospiele: Jedi: Fallen Order

### Brendok
Brendok ist ein abgelegener Planet abseits der Juristik der Galaktischen Republik. Er ist von Wäldern und Gebirgen geprägt und beherbergt während der Ära der Hohen Republik die Festung eines geheimen Hexenzirkels. Ähnlich wie die Zwillingssonnen von Tatooine hat Brendok zwei Zwillingsmonde.
Erscheint in:
- Serien: The Acolyte

### Cantonica
Cantonica ist eine Wüstenwelt, die im Korporationssektor liegt. Besonders bekannt ist der Planet für die luxuriöse Metropole Canto Bight. Neben dem berühmten Casino gibt es in der Stadt noch weitere luxuriöse Einrichtungen, wie etwa die Fathier-Rennbahn, das Café Raduli oder Zords Spa- und Badehaus. Auf Cantonica herrscht ein striktes Regiment, welches durch die Offiziere des städtischen Polizeidezernats durchgesetzt wird. Trotz seines prunkvollen Antlitz ist Cantonica jedoch ein äußerst korrupter Ort und Anlaufstelle für Waffenhandel und Kinderarbeit.
Nach der Zerstörung der Starkiller-Basis suchen Finn und Rose Tico im Casino nach dem Meister Coderknacker, wobei sie jedoch nach einem kurzen Aufenthalt im hiesigen Gefängnis die misshandelten Rentiere befreien und auf der Flucht vor der Polizei die Stadt und das Casino verwüsten.
Erscheint in:
- Filme: VIII
- Romane: Letzte Chance, Canto Bight, Die Legenden von Luke Skywalker
- Comics: Doktor Aphra (2020), Kopfgeldjäger, DJ
- Videospiele: Outlaws

### Carida
Carida ist ein dünn besiedelter Planet der galaktischen Kernwelten mit vielen verschiedenen Klimazonen. Die klimatischen Bedingungen waren ein Grund für Imperator Palpatine, dort das Ausbildungszentrum seiner elitären Sturmtruppen zu errichten. Während der Zeit des galaktischen Imperiums und aufgrund der wichtigen Lage an einer galaktischen Handelsstraße errichtete man hier eine Raumstation.
Erscheint in:
- Serien: The Clone Wars
- Romane: Tarkin
- Comics: Han Solo – Kadett des Imperiums, TIE-Jäger: Schattengeschwader

### Cato Neimoidia
Cato Neimoidia ist die Heimatwelt von Vizekönig Nute Gunray. Kurz vor Ende der Klonkriege kehrte dieser mit seinem Hofstaat hierher zurück, um Kulturschätze vor den Klonkriegern zu retten, und wurde dabei beinahe von Anakin Skywalker gefangen genommen, der die Jagd jedoch abbrechen musste, um Obi-Wan Kenobi zu helfen. Als die Order 66 vom Obersten Kanzler der Republik ausgerufen wurde, wurde der Jedi-Meister Plo Koon von seinen Klonkriegern über Cato Neimoidia abgeschossen.
Erscheint in:
- Filme: III
- Serien: The Clone Wars
- Comics: Poe Dameron

### Corellia
Corellia ist ein Planet im Corellia-System in den Kernwelten der Galaxis. Galaxisweit war Corellia bekannt für seine Industriegebiete, die riesigen Schiffswerften, in welchen unter anderem corellianische YT-Frachter (Modellname des Millennium Falken) und zahlreiche Sternenzerstörer des Galaktischen Imperiums gebaut wurden, und seine korrupte Regierung, sowie für das legale Glücksspiel. Zusätzlich ist dieser Planet Ausgangspunkt der corellianischen Handelsroute, die eine der wichtigsten der Galaxis ist. Die Hauptstadt Corellias ist Coronet City. Bekannte von Corellia stammende Personen sind unter anderem Han Solo, Wedge Antilles oder Qi’ra.
Zu Zeiten der Herrschaft des Imperiums bildete sich im Untergrund von Corellia die kriminelle Bande der Weißwürmer. Die Anführerin der Bande, Lady Proxima, beherbergte in unterirdischen Kanälen zahlreiche Waisenkinder, die sie im Gegenzug in ein kriminelles Leben als Diebe und Schmuggler zwang. Im Jahr 13 VSY gelang es dem jungen Han Solo und seiner Freundin Qi’ra aus der Gewalt ihrer Herrin zu fliehen, wo sie ihr Weg zum Coronet-Raumhafen führte, wo sie planten, den Planeten endlich zu verlassen. Dort trennten sich jedoch die Wege des Paares unfreiwillig und Han Solo trat der imperialen Akademie bei und Qi’ra konnte von den Lakaien Proximas wieder eingefangen werden. Auf Corellia bekam Han Solo von einem imperialen Rekrutierungsbeamten seinen Nachnamen „Solo“ zugewiesen.
Als Drehort für die Straßen von Corellia diente in Solo das südenglische Kraftwerk Fawley.
Erscheint in:
- Filme: Solo
- Serien: The Bad Batch, Ahsoka
- Romane: Die Hohe Republik, Meistgesucht, Nachspiel-Trilogie, Der neue Widerstand
- Comics: Han Solo – Kadett des Imperiums, Han Solo & Chewbacca, Doktor Aphra (2020), Kopfgeldjäger

### Coruscant
Der Planet Coruscant ist eine einzige Stadt, eine sogenannte Makropole. Er war nicht nur das kartographische (Null-Null-Null-Koordinaten), sondern jahrelang das politische Zentrum der Galaxis. Hier befanden sich der Galaktische Senat sowie der Jedi-Tempel mit dem Hohen Rat der Jedi. Coruscant beherbergt mehr als eine Billion Bewohner, die den verschiedensten Spezies angehören. Die meisten leben in Galactic City (später Imperial City), wo auch der Palast des Imperators Palpatine stand.
Während der imperialen Herrschaft auf Coruscant wurden Nicht-Menschen entweder vertrieben oder von den imperialen Truppen in heruntergekommene Stadtviertel gedrängt, während Galactic City in Imperial City umbenannt wurde.
Der Name „Coruscant“ wurde von Timothy Zahn für die Thrawn-Trilogie – eine Romantrilogie aus den 1990ern – erdacht, die mittlerweile der Legends-Kontinuität und damit nicht dem neuen Kanon angehört. Er kommt von dem englischen Wort „coruscate“, was so viel wie „funkeln“ oder „glänzen“ bedeutet, und wurde später von George Lucas für die Prequel-Trilogie übernommen. Alle Szenen, die auf dem Planeten spielen, wurden im Filmstudio gedreht. Die Außenaufnahmen sind gänzlich computergeneriert.
Erscheint in:
- Filme: I, II, III, Rogue One, VI
- Serien: Geschichten der Jedi, The Clone Wars, The Bad Batch, Obi-Wan Kenobi, Andor, Rebels, Die Mächte des Schicksals, Das Buch von Boba Fett, The Mandalorian, Ahsoka, The Acolyte
- Romane: Die Hohe Republik, Dooku, Padawan, Meister und Schüler, Padmé-Trilogie, Bruderschaft, Der Auslöser, Schülerin der Dunklen Seite, Eine neue Dämmerung, Ahsoka, Die Sith-Lords, Tarkin, Thrawn-Trilogie, Verlorene Welten, Leia, Battlefront II: Inferno Squad, Nachspiel-Trilogie
- Comics: Die Hohe Republik: Spur der Schatten, Age of Republic, Darth Maul, Obi-Wan & Anakin, Jedi der Republik – Mace Windu, Darth Maul – Sohn Dathomirs, Kanan, Darth Vader (2017), Age of Rebellion, Thrawn, Darth Vader (2015), Star Wars (2015), Jagd auf Vader, Lando, Darth Vader (2020), Doktor Aphra (2020), Crimson Reign
- Videospiele: Jedi: Survivor, Eclipse

### Corvus
Corvus ist ein Waldplanet im Äußeren Rand der Galaxis. Während der Herrschaft des Imperiums wird der Planet für Ressourcen und Rohstoffe ausgebeutet, und für die Rüstungsproduktion benutzt.
In der Stadt Calodan herrscht viele Jahre die Magistratin Morgan Elsbeth, die im Zeichen des Imperiums die Bürger versklavt und für die imperiale Produktion ausnutzt. Als das Imperium fällt, versucht die Regierung der Neuen Republik, Corvus als Verbündeten zu gewinnen, was jedoch von Elsbeths weiter bestehenden Regime unterbunden wird. Später wird die Stadt jedoch von Ahsoka Tano und Din Djarin von Elsbeth befreit.
Erscheint in:
- Serien: The Mandalorian, Geschichten des Imperiums

### Crait

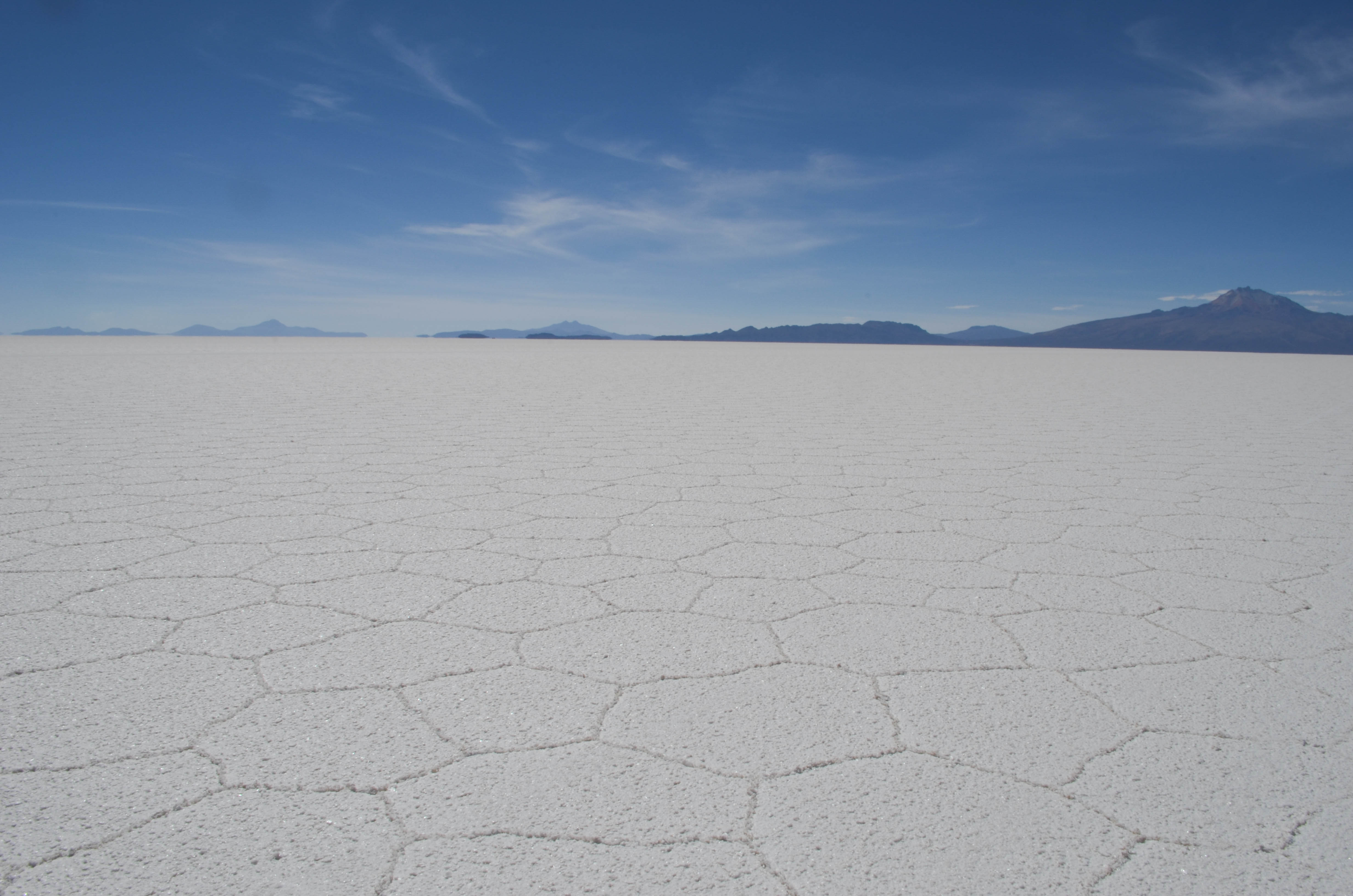
Salar de Uyuni, Kulisse für die Mineralwelt Crait.

Crait ist eine nicht mehr bewohnte Mineralwelt mit roter Oberfläche, die von einer Schicht aus weißem Salz überzogen ist. Hier befand sich ein alter Außenposten der Rebellenallianz, der dem Widerstand als letzter Zufluchtsort vor den Truppen der Ersten Ordnung diente.
Erscheint in:
- Filme: VIII
- Romane: Leia – Prinzessin von Alderaan
- Comics: Die Stürme von Crait
- Videospiele: Battlefront II

### D’Qar

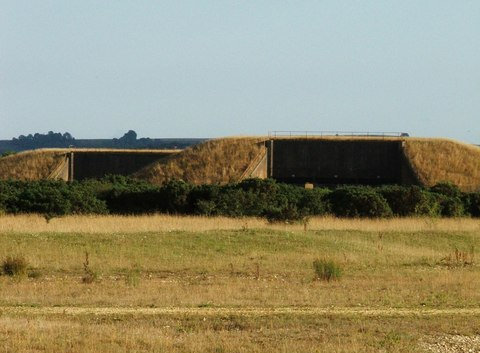
Der frühere Militärflugplatz RAF Greenham Common, England, Kulisse für D’Qar.

D’Qar ist ein abgelegener, bewaldeter Planet im Ileenium-System im Äußeren Rand, der dem Widerstand unter General Leia Organa als Stützpunkt diente. Von hier wurde der Angriff gegen die Starkiller-Basis gestartet. Kurze Zeit später brach die Jedi Rey in Begleitung von Chewbacca und R2-D2 vom Stützpunkt zum Aufenthaltsort von Luke Skywalker auf Ahch-To auf. Ein Angriff der Ersten Ordnung zwang die stationierten Truppen allerdings zur Flucht, wobei der Großteil der Basis durch direkte Treffer zerstört und schwer beschädigt wurde.
Während der Ära des Imperiums wurde der spätere Stützpunkt des Widerstands von Saw Gerrera und seinen Partisanen als Basis genutzt.
Erscheint in:
- Filme: VII, VIII
- Serien: Andor
- Romane: Verlorene Welten, Die Waffe eines Jedi, Komm zum Widerstand, Bewegliches Ziel, Die letzten Jedi – Die Kobalt-Staffel, Galaxy's Edge – Außenposten Black Spire
- Comics: Poe Dameron, Age of Resistance
- Videospiele: Battlefront II

### Dagobah
Dagobah ist ein abgelegener Planet, dessen Oberfläche zu großen Teilen aus Sumpfgebieten besteht. Hier versteckte sich der Jedi-Meister Yoda nach der Vernichtung des Jedi-Ordens in Die Rache der Sith vor dem Imperium. Etwa 20 Jahre später suchte Luke Skywalker Dagobah auf Anweisung Obi-Wan Kenobis auf, um von Yoda zum Jedi ausgebildet zu werden. Aufgrund einer starken natürlichen Präsenz der dunklen Seite der Macht war Dagobah ein ideales Versteck, da es dem Imperium unmöglich war, Yoda dort zu entdecken.
Erscheint in:
- Filme: V, VI
- Serien: The Clone Wars, Rebels
- Comics: Star Wars (2015), Yoda, Age of Rebellion, Crimson Reign, Age of Resistance

### Dantooine
Dantooine ist ein im Äußeren Rand liegender, von Graslandschaften, weiten Steppen und felsigen Hügeln bedeckter Planet, der fernab von belebten Planeten wie Coruscant liegt. Es war ein wichtiger republikanischer Planet während der Klonkriege. Der Jedimeister Mace Windu führte hier eine Schlacht an, bei der allerdings ein Großteil seiner Klontruppen verwundet wurde. Während der Zeit des Galaktischen Imperiums diente der Planet als Rebellenbasis.
In Krieg der Sterne wird Dantooine erwähnt, als Großmoff Tarkin die gefangene Leia Organa nach dem Standort der Rebellenbasis fragt, woraufhin diese bewusst lügend Dantooine angibt, obwohl die dortige Basis schon vor der Erbeutung der Pläne des Todessterns evakuiert und verlassen worden war.
Erscheint in:
- Serien: Rebels
- Romane: Verlorene Welten
- Comics: Crimson Reign – Die scharlachrote Königin

### Dathomir
Dathomir ist ein düsterer Planet im Quelii-Sektor des Äußeren Randes, der eine starke Verbindung zur dunklen Seite der Macht aufweist. In der gesamten Galaxis wird der Planet aufgrund des Clans der finsteren Nachtschwestern gefürchtet. Umgangssprachlich wird er auch als Planet der Hexen bezeichnet. Es ist mitunter der Heimatplanet des ehemaligen Sith-Lords Darth Maul. Weitere bekannte Figuren von Dathomir sind u. a. Asajj Ventress, Mutter Talzin oder Morgan Elsbeth.
Erscheint in:
- Serien: The Clone Wars, Rebels, Ahsoka
- Romane: Schülerin der Dunklen Seite
- Comics: Darth Maul – Sohn Dathomirs
- Videospiele: Jedi: Fallen Order

### Devaron
Devaron ist eine Dschungelwelt in den Kolonien und die Heimat der gehörnten Devaronianer. Die zentrale Staatsform auf Devaron ist ein Matriarchat. Weil männliche Devaronianer keine Ämter besitzen dürfen, verlassen viele von ihnen ihre Heimatwelt und werden kriminell.
Erscheint in:
- Serien: The Clone Wars, The Bad Batch

### Eadu
Auf Eadu befand sich eine Waffenforschungsstation des Imperiums. Dort wurde Galen Erso gefangen gehalten, um die Arbeiten am Todesstern zu vollenden. Nach einem Versuch, Galen zu retten, starb dieser, und die Basis wurde größtenteils zerstört.
Erscheint in:
- Filme: Rogue One

### Endor

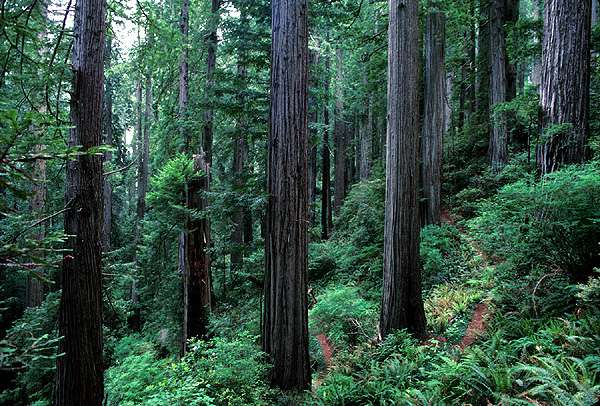
Redwood-Nationalpark, Kalifornien, USA, Drehort für Endor.

Endor, auch bekannt als Waldmond Endor, ist ein stark bewaldeter Mond im Äußeren Rand mit einigen Savannen und Bergregionen. Dem Imperium dient er in Die Rückkehr der Jedi-Ritter als Standort eines Schutzschildgenerators, dessen Schild die Konstruktion des zweiten Todessterns sicherte. Daher wurde er von Imperator Palpatine auch als Sanktuarium-Mond bezeichnet. Endor umkreist einen unbewohnbaren Gasriesen, der ebenfalls als Endor bezeichnet wird. Einer der Monde von Endor ist Kef Bir, auf welchen nach seiner Zerstörung die Trümmer des zweiten Todessterns niederfielen und dort eine massive Naturkatastrophe auslösten. Der Waldmond erlangte Berühmtheit, weil die Allianz dort eine der letzten Schlachten des Galaktischen Bürgerkriegs mit der Hilfe der Ewoks (eine einheimische Spezies) gewann, den zweiten Todesstern zerstörte und einen Teil der imperialen Flotte vernichtete.
Ursprünglich wollte George Lucas den zweiten Todesstern über Kashyyyk bauen lassen, mit Wookiees als Sklavenarbeitern. Die Szenen, die auf Endor spielen, wurden im kalifornischen Jedediah Smith Redwoods State Park gedreht, einem Teil des Redwood-Nationalparks.
Erscheint in:
- Filme: VI, IX
- Serien: Die Mächte des Schicksals
- Romane: Verlorene Welten, Nachleben-Trilogie
- Comics: Imperium in Trümmern
- Videospiele: Battlefront, Battlefront II

### Exegol
Exegol ist eine uralte Welt der Sith und liegt in den Unbekannten Regionen der Galaxis. Der Planet ist mit einer Barriere aus rotem Gas und Staub ummantelt und auf der Oberfläche kommt es aufgrund der Trockenheit und der Reibung von Staubpartikeln intervallweise zu statischen Entladungen.
Schon zur Hochzeit des Galaktischen Imperiums ließ sich in einer Zitadelle der geheime Kult der Sith-Ewigen nieder, welche loyale Getreue von Imperator Palpatine waren. Dort züchtet dieser zahlreiche Klonkörper seiner selbst und erschafft seinen Handlanger Snoke. Über viele Jahrzehnte hinweg arbeiten Palpatines Gefolgsleute an der riesigen Flotte der Letzten Ordnung, um den Wiederaufstieg ihres Meisters in die Wege zu leiten.
Nachdem Imperator Palpatine von seinem Schüler Darth Vader in den Reaktorschacht des Todessterns geworfen worden war, transferiert dieser seinen Geist in einen seiner Klonkörper auf Exegol, um in diesem auch nach seiner eigentlichen Vernichtung weiterleben zu können.
Durch einen von zwei Sith-Wegfindern wird Exegol viele Jahre später von Kylo Ren gefunden, der den totgeglaubten Imperator entdeckt und mit diesem schließlich paktiert. Später findet auf Exegol die letzte Schlacht zwischen den Rebellen des Widerstands und dem Bündnis aus der Ersten Ordnung und der Sith-Flotte statt, bei welchem die Rebellen die Oberhand gewinnen. Auch Imperator Palpatine findet auf Exegol schließlich endgültig sein Ende.
Erscheint in:
- Filme: IX
- Comics: Darth Vader (2020), Der Aufstieg Kylo Rens

### Felucia
Felucia ist eine Welt, deren Biosphäre, im Gegensatz zu anderen Planeten, nicht von Bäumen oder Blütenpflanzen, sondern von Schimmel, Flechten und turmhohen Pilzen dominiert wird. Die Pilze sind auch zugleich das Markenzeichen von Felucia. Während der Klonkriege wurden die Jedi Aayla Secura nach Felucia geschickt, um das Mitglied des Separatistenrates Shu Mai mit Hilfe einer Garnison Klonkriegern gefangen zu nehmen. Dort fiel sie der Order 66 zum Opfer und wurde von den eigenen Klonkriegern getötet.
Erscheint in:
- Filme: III
- Serien: The Clone Wars
- Romane: Leia – Prinzessin von Alderaan
- Videospiele: Battlefront II

### Ferrix
Ferrix ist ein Planet, der im Morlana-System liegt, das zum Äußeren Rand der Galaxis gehört.
Während den Klonkriegen wird der Planet von den Truppen der Galaktischen Republik, und während der Ära des Galaktischen Imperiums durch den imperial gesteuerten Sicherheitskonzern Preox Morlana kontrolliert. Als später mehrere anti-imperiale Operationen von Ferrix ausgehen, entzieht das Imperium dem Konzern die Kontrolle und lässt imperiale Truppen einmarschieren. Der Planet ist später Schauplatz eines Konflikts zwischen dem Imperium und einer sich bildenden Rebellenallianz der Rebellenzelle rund um Maarva Andor und ihren Sohn Cassian.
Erscheint in:
- Serien: Andor

### Fondor
Fondor gehört zu den Kolonien der Galaxis und weist eine ähnlich hohe Bebauung wie Coruscant auf. Der Planet war unter anderem als Zentrum für Reparaturen und industrielle Produktion bekannt und beherbergte zu Zeiten des Galaktischen Imperiums Orbitalwerften für die imperiale Flotte sowie eine Abteilung für Forschung und Entwicklung, die experimentelle neue Technologien herstellte.
Erscheint in:
- Romane: Tarkin
- Videospiele: Battlefront II

### Geonosis
Die Oberfläche dieses Ringplaneten ist sehr abweisend und weist riesige Stalagmiten auf, in deren turmartigen Spitzen die dominante Spezies der geonosianischen Insektoiden lebt. Seine Ringe bestehen aus Asteroiden. Die Geonosianer spezialisierten sich vor allem auf die Massenfertigung von Kampfdroiden und die Herstellung vieler Schusswaffen, wie die Schallwerfer, die in Angriff der Klonkrieger häufig benutzt werden. Die Entwürfe für den ersten Todesstern stammen von den Geonosianern und wurden von Count Dooku zu Beginn der Klonkriege nach Coruscant überführt. Geonosianer bilden riesige Stockkolonien. Die Gesellschaft der Insektoiden ist in verschiedene Kasten unterteilt. Auf Geonosis wurde die erste Schlacht der Klonkriege geschlagen. In Angriff der Klonkrieger wurden Anakin, Obi-Wan, R2-D2, Senatorin Amidala und C-3PO gefangen genommen, nachdem sie eine Droidenfabrik der Separatisten entdeckt hatten. Sie sollten in einer Arena hingerichtet werden, wurden aber durch den Einsatz von Jedi-Rittern und Klontruppen gerettet.
In der Rebels-Episode Ehre und Eis wird der Genozid des Imperiums am geonosianischen Volk erwähnt. In der Doppelfolge Die Rückkehr nach Geonosis treten einige Überlebende auf.
Erscheint in:
- Filme: II
- Serien: The Clone Wars, Rebels, Das Buch von Boba Fett
- Romane: Bürde der Königin, Der Auslöser
- Comics: Darth Vader (2015)
- Videospiele: Battlefront II

### Ghorman
Ghorman ist ein Planet im Sern-Sektor der Galaxis und wird einige Jahre vor der Schlacht von Yavin durch sein Reichtum des wertvollen Rohstoffs Kalkid von imperialen Truppen belagert.
Bekannt ist der Planet vor allem durch das sogenannte Tarkin-Massaker, bei dem der imperiale Großmoff Tarkin mit seinem Schiff auf einer Ansammlung von Demonstranten landete und zahlreiche Menschen dabei tötete.
Um seine Macht auf dem Planeten zu festigen, orchestriert das Imperium auf Ghorman verdeckt einen Widerstand, um gegen die Zivilbevölkerung vorgehen zu können. Bei einem friedlichen Protest der Einheimischen gegen die imperiale Besatzung, beginnt das Imperium nach einem selbst fingierten Mord eines imperialen Soldaten gegen die Ghormaner vorzugehen und begeht einen Massenmord an der Bevölkerung. Das Ereignis wurde später als Ghorman-Massaker bekannt und verleitete Mon Mothma dazu, Imperator Palpatine als einzige Senatorin öffentlich für seine Schreckensherrschaft anzuprangern.
Erscheint in:
- Serien: Andor

### Hosnian Prime
Hosnian Prime war ein Planet im gleichnamigen System. Das Hosnian-System gehörte zu den Kernwelten der Galaxis. Der Planet war bis zu seiner Zerstörung durch die Starkiller-Basis der Ersten Ordnung der Regierungssitz der Neuen Republik. Zusammen mit ihm wurden auch seine vier Monde zerstört. Der Planet erinnerte durch seine hohe Verstädterung an Coruscant.
Erscheint in:
- Filme: VII
- Romane: Nachspiel: Lebensschuld, Blutlinie
- Comics: Han Solo & Chewbacca, Das Erwachen der Macht

### Hoth

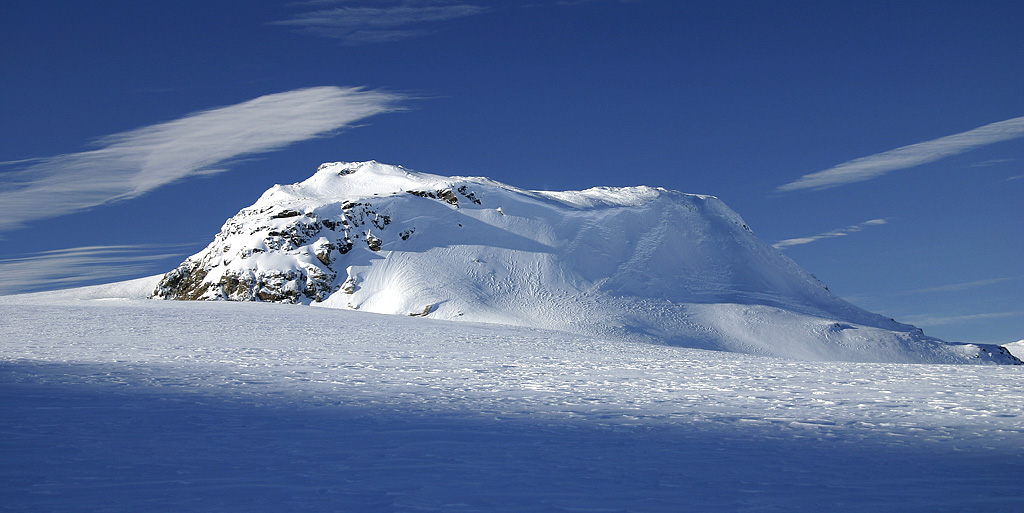
Hardangerjøkulen, ein Plateaugletscher in Norwegen, diente als Kulisse für Hoth.

Hoth ist der sechste Planet des gleichnamigen Systems. Er ist eine abgelegene, öde, vereiste Welt, die eine bläulich-weiße Sonne umkreist. Er ist außerdem ein ständiges Ziel von Meteoriten aus einem benachbarten Asteroidenfeld. Die Tagestemperaturen überschreiten selbst in den gemäßigteren Äquatorzonen selten den Gefrierpunkt, und Werte weit darunter sind keine Seltenheit. Ein Drittel von Hoth besteht aus offenem Ozean, der Rest entweder aus eisbedeckten Kontinenten oder Meer unter dickem Eis. Die mächtigen Gletscher des Planeten sind von Höhlen durchzogen, und kristalline Geysire durchbrechen die kalte Oberfläche. Beheimatet sind hier sogenannte Tauntauns, die gezähmt und als Reittiere benutzt werden können. Außerdem existieren dort die Wampas, drei Meter große Wesen, die wegen ihres weißen Fells hervorragend getarnt sind. Luke Skywalker wurde kurz vor der Schlacht um Hoth von einem Wampa entführt.
Auf dem Eisplaneten hatte die Rebellen-Allianz einen Stützpunkt errichtet und die Gegend mit Echo-Basen und Sensoren abgesichert. In der Schlacht von Hoth wird diese Basis vom Imperium zerstört.
Die Außenszenen des Eisplaneten in Episode V wurden in Finse (Norwegen) gedreht.
Erscheint in:
- Filme: V
- Serien: The Clone Wars, Die Mächte des Schicksals
- Romane: Verlorene Welten, Battlefront: Twilight-Kompanie
- Comics: Star Wars (2015), Doktor Aphra (2016), Doktor Aphra (2020)
- Videospiele: Battlefront, Battlefront II, Commander, Uprising

### Ilum
Ilum war eine Eiswelt in den Unbekannten Regionen. Für die Jedi war diese Welt von besonderem Wert, vor allem wegen ihrer Vorkommen an seltenen, hochenergetischen Kyberkristallen, die zur Herstellung von Lichtschwertern benötigt werden. Jedi-Padawane mussten sich in den Kristallhöhlen von Ilum für ihre Lichtschwerter einen Kristall suchen, um ihr eigenes Lichtschwert damit herstellen zu können. Den Eingang zu den Höhlen bildete ein uralter, verborgener Jedi-Tempel, welcher den Jünglingen als Versammlungs- und Meditationsort diente, bevor sie sich auf die heilige Suche nach den Kristallen begaben.
Nach dem Ende der Klonkriege wurde das Galaktische Imperium auf Ilum aufmerksam, deren umfangreiche Kyberkristall-Vorkommen von hohem Wert für den Bau des Todesstern-Superlasers waren. Das Imperium begann mit einem massiven Abbau der Kristalle, wodurch mit der Zeit die Oberfläche des Planeten stark verändert wurde.
Einige Jahre nach dem Zerfall des imperialen Regimes wurde Ilum als geheime Operationsbasis der Ersten Ordnung genutzt. Diese griff ebenfalls auf die vorhandenen Mengen an Kyberkristallen zu, mit welchen der Eisplanet in eine mobile Superwaffe mit verheerender Zerstörungskraft umgewandelt wurde: die Starkiller-Basis. Die Basis, sowie der komplette Planet, wurden später von den Rebellen des Widerstands zerstört.
Erscheint in:
- Filme: VII (umgewandelt als Starkiller-Basis)
- Serien: The Clone Wars
- Romane: Ahsoka
- Comics: Star Wars (2020), Age of Resistance, Das Erwachen der Macht, Captain Phasma (umgewandelt als Starkiller-Basis)
- Spiele: Jedi: Fallen Order, Battlefront II

### Jakku

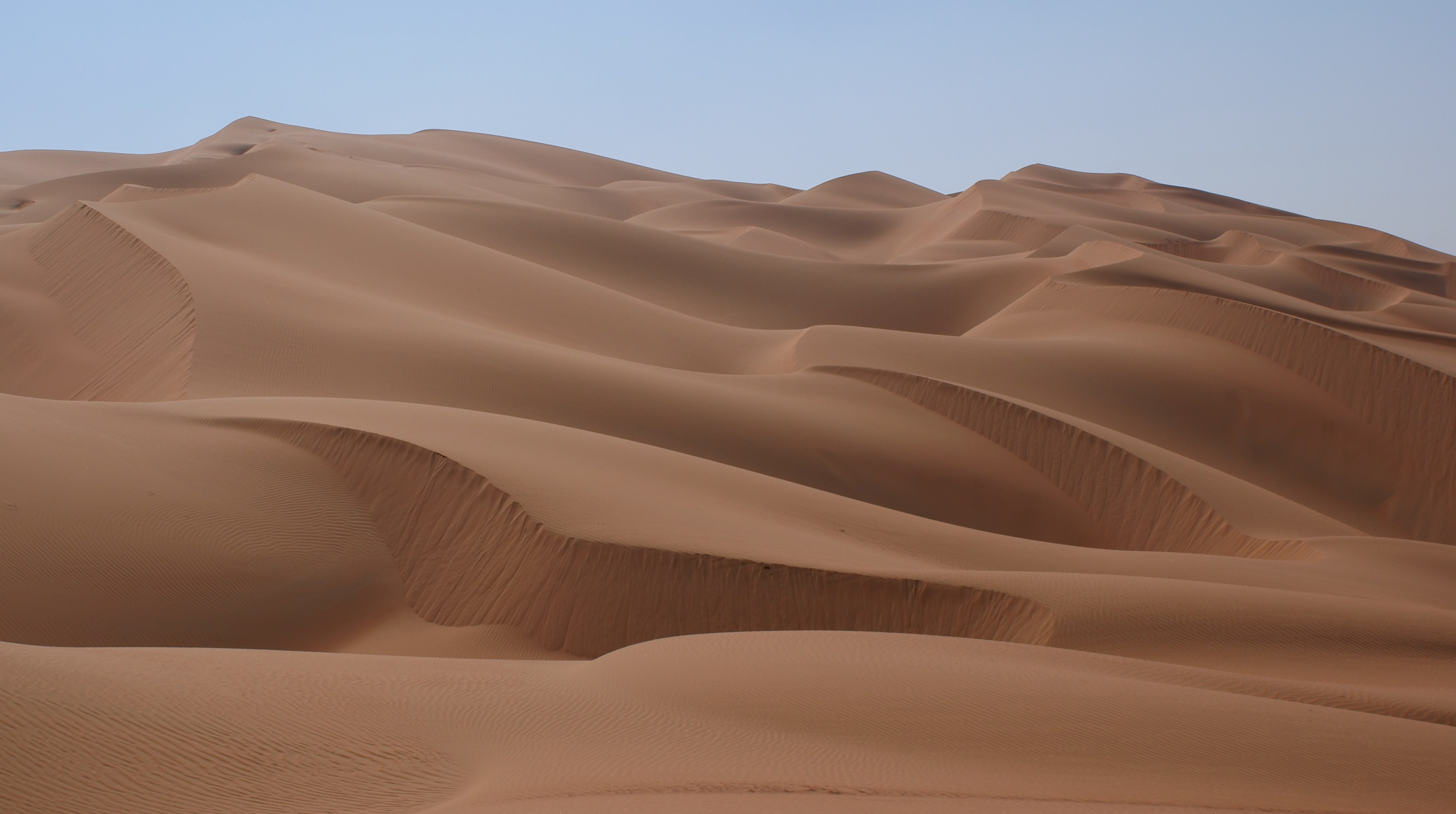
Die Wüste Rub al-Chali, Kulisse für Jakku.

Jakku ist ein Wüstenplanet, ähnlich wie Tatooine. Einst besaß der Planet eine üppige Vegetation, bis vor langer Zeit eine gewaltige Katastrophe die ganze Oberfläche in ein trostloses Ödland verwandelte.
Auf Jakku findet die letzte große Schlacht zwischen den Rebellen und dem Galaktischen Imperium statt, weshalb dort viele Wracks von Sternenzerstörern und anderen Schiffen herumliegen. Die Reste werden von der Bevölkerung an Schrotthändler verkauft. Auf dem Planeten lebt auch Rey, die ebenfalls viele Jahre lang als Schrottsammlerin ihr Überleben sicherte. Poe Dameron wird hier das letzte Stück der Karte, die den Aufenthaltsort von Luke Skywalker verraten soll, übergeben.
Erscheint in:
- Filme: VII, IX
- Serien: Die Mächte des Schicksals
- Romane: Verlorene Welten, Nachspiel-Trilogie, Die Legenden von Luke Skywalker, Vor dem Erwachen, Der Sammler
- Comics: Der Aufstieg Kylo Rens, Poe Dameron, Das Erwachen der Macht
- Videospiele: Battlefront, Battlefront II

### Jedha

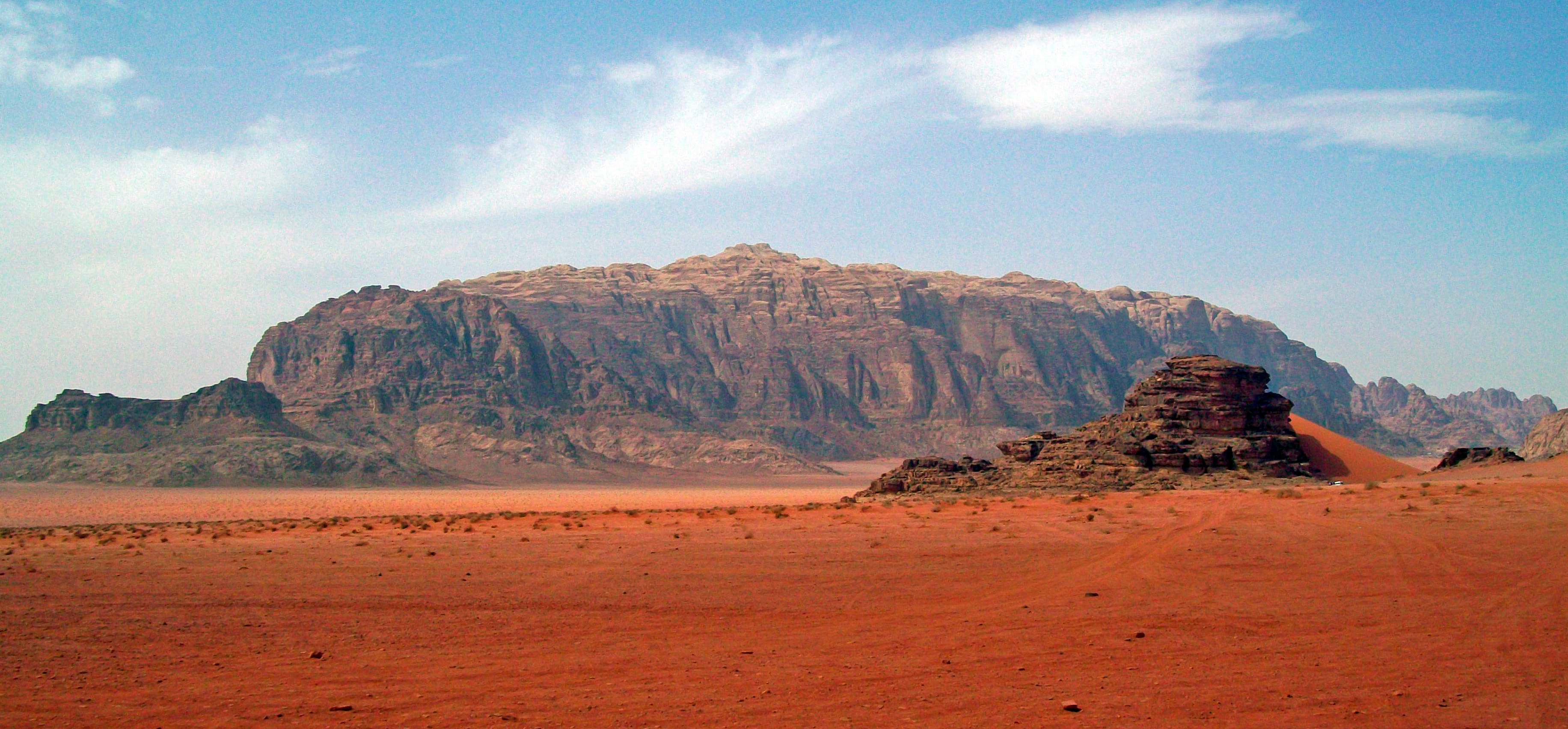
Wadi Rum (Jordanien), Kulisse für Jedha.

Jedha ist eine karge Wüstenwelt, auf der permanent winterliche Temperaturen herrschen. Der Planet ist ein Zielort für Pilger aus der ganzen Galaxis, die nach spiritueller Führung durch die Macht suchen. Für viele Religionen, darunter die Jedi, gilt insbesondere Jedha City als heilige Stätte. Die Meinungen der Forscher über Jedha gehen auseinander. Die einen glauben, der Name der Jedi rühre vom Namen des Planeten her, die anderen glauben, dass es genau andersherum sei. Einig ist man sich jedoch, dass die Geschichte Jedhas und die der Jedi eng miteinander verbunden ist.
Das Galaktische Imperium übernimmt den Planeten und lässt die dort zu findenden Kyberkristalle fortschaffen, um die Energie für die Hauptwaffe des Todessterns zu garantieren. Einige Rebellen unter Saw Gerrera verwickeln imperiale Besatzungstruppen in ein Gefecht, werden jedoch nach einem Probeeinsatz des Todessterns mitsamt ihrer Basis getötet. Dieser Angriff beschädigt den gesamten Planeten erheblich, auch wenn er intakt blieb.
Erscheint in:
- Filme: Rogue One
- Serien: Andor
- Romane: Die Wächter der Whills
- Comics: Star Wars (2015), Rogue One
- Videospiele: Jedi: Survivor

### Kamino
Kamino befindet sich in einem System am Rande der Republik. Einst besaß Kamino riesige Landmassen, aber nach einer kontinentalen Gletscherschmelze versank das ganze Land im Wasser. Später ragten nur die Pfahlstädte der Kaminoaner, die diesen Planeten bewohnten, aus dem Meer und bildeten Kolonien in unterschiedlicher Größe rund um den Planeten. Kamino blieb von den Klonkriegen nicht verschont. Der Produktionsplanet der Klone wurde schon kurz nach der Schlacht von Geonosis von den Separatisten angegriffen. Der am Anfang der Krise noch relativ neutrale Planet ging aufgrund der großen Zerstörung endgültig auf die Seite der Republik über. Die Hauptstadt von Kamino ist Tipoca City, die kurz nach der Order 66 von Sternenzerstörern des Galaktischen Imperiums zerstört wird.
Die dort beheimatete Spezies folgte der in der Republik oft vertretenen Demokratie. Die Kaminoaner waren besonders bekannt für ihre hoch entwickelten Produktions- und Ausbildungsstätten für Klonkampfeinheiten, welche in der ganzen Galaxis hohes Ansehen genossen. Der Hauptexport Kaminos richtete sich an die Auslieferung von Klonen an andere Systemlords bzw. Warlords oder souveräne Systeme. Doch nicht nur wegen ihres perfekten Trainings gehörten diese Spezialeinheiten zur Elite. Auch erhielten die Klontruppen die modernsten Waffen sowie die sichersten Kampfanzüge, die von einem Nachbarsystem Kaminos hergestellt und in einer seit Jahrhunderten bestehenden Handelsbeziehung ausgeliefert wurden.
Kamino ist die Heimatwelt des Kopfgeldjägers Jango Fett und dessen „Sohn“ Boba. Ersterer war die genetische Vorlage für die republikanische Klonarmee.
Erscheint in:
- Filme: II
- Serien: The Clone Wars, The Bad Batch, Das Buch von Boba Fett
- Videospiele: Battlefront II

### Kashyyyk

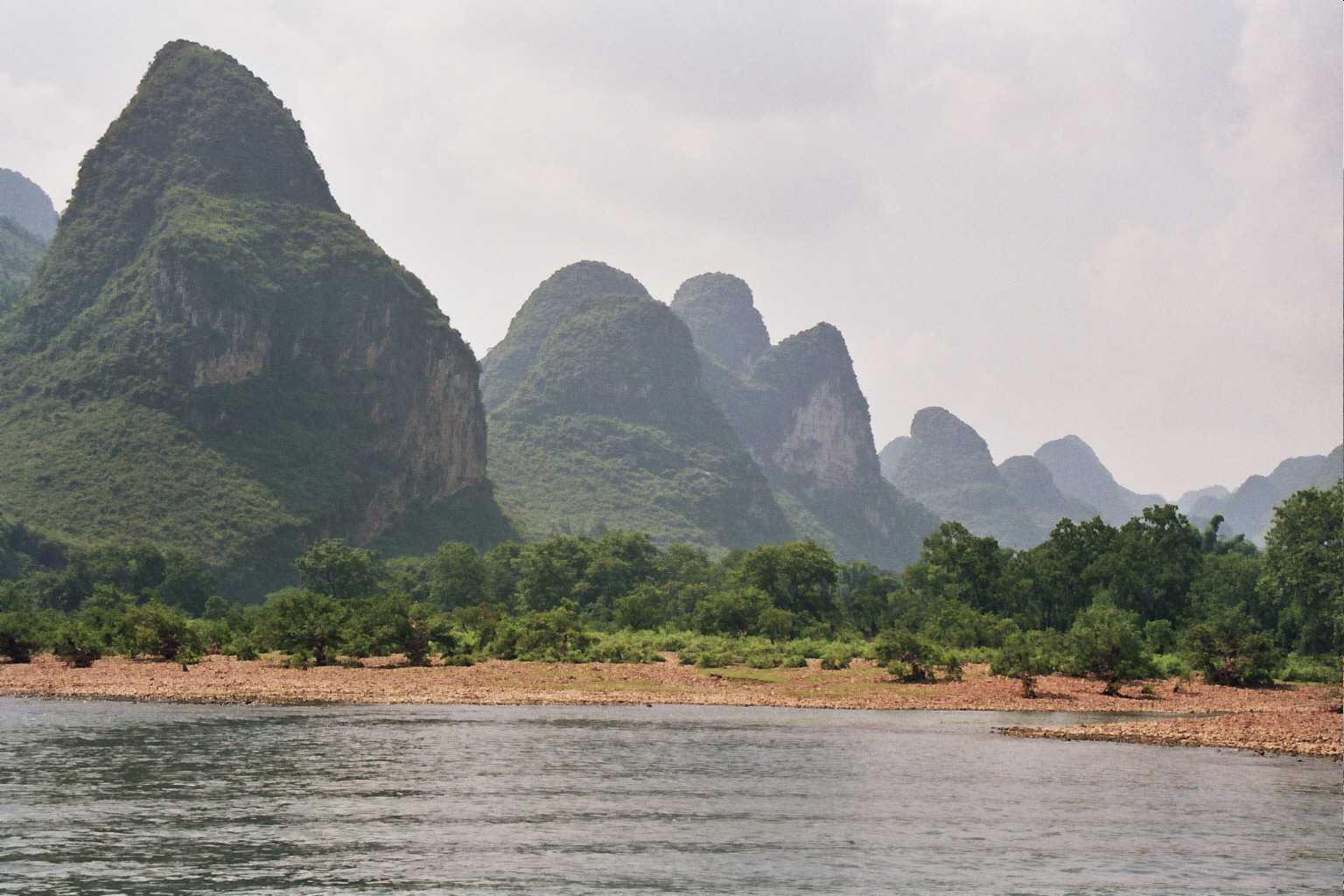
Guilin (China), diente neben dem Nationalpark Ao Phang-nga (Thailand) für Außenaufnahmen von Kashyyyk als Kulisse.

Der im Mytaranor-Sektor liegende Planet Kashyyyk ist die Heimat der Wookiees. Die Wälder auf dem im Mittleren Rand gelegenen Planeten sind riesig, die Baumspitzen reichen hoch in den Himmel hinein. Die Wookiees leben in Baumhäusern weit über dem Planetenboden. Nach der großen Schlacht von Kashyyyk, in der die Republik gegen die Separatisten kämpfte, wurde die Order 66 eingeleitet, bei der sich die Klonkrieger gegen ihre einstigen Verbündeten stellten und alle Jedi vernichten wollten. Chewbacca und der Wookiee-Anführer Tarfful brachten Jedi-Meister Yoda zu einer Rettungskapsel, mit der er vor den Klonen, die die Order 66 ausführten, nach Dagobah ins Exil fliehen konnte. Die meisten Wookiees wurden in der Folge versklavt und der Planet vom Imperium unter eine Blockade gestellt. Doch in der neuen Republik wurde dieser Planet wieder besiedelt. Nach der Zerstörung des zweiten Todessterns wurde Kashyyyk nach und nach aus den Fängen des Imperiums befreit.
Erscheint in:
- Filme: III
- Serien: The Bad Batch
- Romane: Nachspiel-Trilogie, Letzte Chance
- Comics: Chewbacca
- Videospiele: Battlefront II, Jedi: Fallen Order

### Kef Bir
Kef Bir ist ein Mond des Gasriesen Endor. Die Landschaft des Mondes besteht aus grasbewachsenen Inseln und Meeren. Nach der Zerstörung des zweiten Todessterns stürzten die Trümmer auf Kef Bir und richteten dort eine Naturkatastrophe an, da die Trümmerteile in einem kilometerweiten Umkreis das Meer vergifteten. Neben den einheimischen Orbaks besiedelten Jahre später die fahnenflüchtige Sturmtrupplerin Jannah mit der Kompanie 77 den Planeten und lebte dort als Schrottsammler. In den Ruinen des Todessterns war der letzte Wegfinder des Imperators versteckt.
Der Name Kef Bir stammt von der Bezeichnung, die die Ewoks ihrem Nachbarmond gaben. Ursprünglich plante die Rebellenallianz im Krieg gegen das Imperium, Kef Bir zum Sanktuarium für die Kampfstation der Rebellen zu verwenden. Dieser Plan wurde jedoch nie umgesetzt und wieder verworfen.
Erscheint in:
- Filme: IX

### Kessel
Kessel ist ein Planet nahe dem Äußeren Rand, der zahlreiche Gewürzminen beherbergte. Jahrelang hielt das kriminelle Pyke-Syndikat Kontrolle über die Gewürzminen, das Schmuggler und Frachter einsetzte, um die Güter nach Coruscant zu schaffen. Die Arbeit in den Minen war von Zwangsarbeit und Versklavung von verschiedenen Spezies, wie z. B. Wookiees geprägt.
Zur Zeit der imperialen Herrschaft überfällt die Bande von Tobias Beckett und Han Solo eine der Minen Kessels, um dort große Mengen des Treibstoffs Coaxium zu stehlen.
Han Solo brüstet sich damit, mit dem Millennium Falken den Kessel-Flug, eine Handelsroute durch die Galaxis, in unter 12 Parsecs geschafft zu haben.
Erscheint in:
- Filme: Solo
- Serien: The Clone Wars[9], Rebels,
- Romane: Im Auftrag der Rebellion
- Comics: Solo
- Videospiele: Outlaws

### Kijimi
Kijimi ist ein Planet mit einer Gebirgslandschaft im Bryx-Sektor und ist für sein kaltes Klima bekannt. Fast beständig schneit es auf Kijimi und die Temperatur liegt durchschnittlich bei −25 Grad. Der Planet selbst hat keine Zentralregierung und ist daher größtenteils Anarchie ausgesetzt. Dadurch ist Kijimi ein Treffpunkt für Schmuggler, Gauner und andere Kriminelle aus der ganzen Galaxis. Auf einem Plateau des Bergs Izukika liegt die Hauptstadt des Planeten Kijimi-Stadt. Im Untergrund von Kijimi-Stadt treiben Gewürzschmuggler ihr Unwesen und bedienen den Schwarzmarkt.
Ein Jahr nach der Zerstörung der Starkiller-Basis wurden auf Befehl von Armitage Hux und dem Obersten Anführer Kylo Ren zahlreiche Kinder von den Sturmtruppen der Ersten Ordnung entführt und zwangsrekrutiert. Während dieser Belagerung durch die Erste Ordnung war Kijimi-Stadt ein besetztes Gebiet.
Um für eine entscheidende Übersetzung den Droiden C-3PO illegal umprogrammieren zu lassen, stattet im selben Jahr die Truppe um Rey Skywalker dem Droidenschmied Babu Frik einen Besuch ab. Später ließ Kylo Ren durch die Stadt durch die Ritter von Ren durchsuchen. Inmitten der Stadt duelliert sich der Oberste Anführer über eine Entfernung hinweg mit Rey, was ihm durch eine Verbindung der Macht möglich ist.
Auf den Befehl von Imperator Palpatine wurde Kijimi von einem Sternenzerstörer der Letzten Ordnung zerstört.
Erscheint in:
- Filme: IX
- Romane: Poe Dameron, Der Sammler
- Videospiele: Outlaws

### Kuat
Kuat ist der Sitz der Kuat-Schiffswerften, die viele der Raumschiffe für die Galaktische Republik und das Galaktische Imperium bauten und somit von galaxisweitem Interesse waren. Kuat zählt zu den Kernwelten.
Erscheint in:
- Romane: Battlefront: Twilight-Kompanie, Nachspiel: Lebensschuld
- Comics: Darth Vader (2015)

### Lah’mu

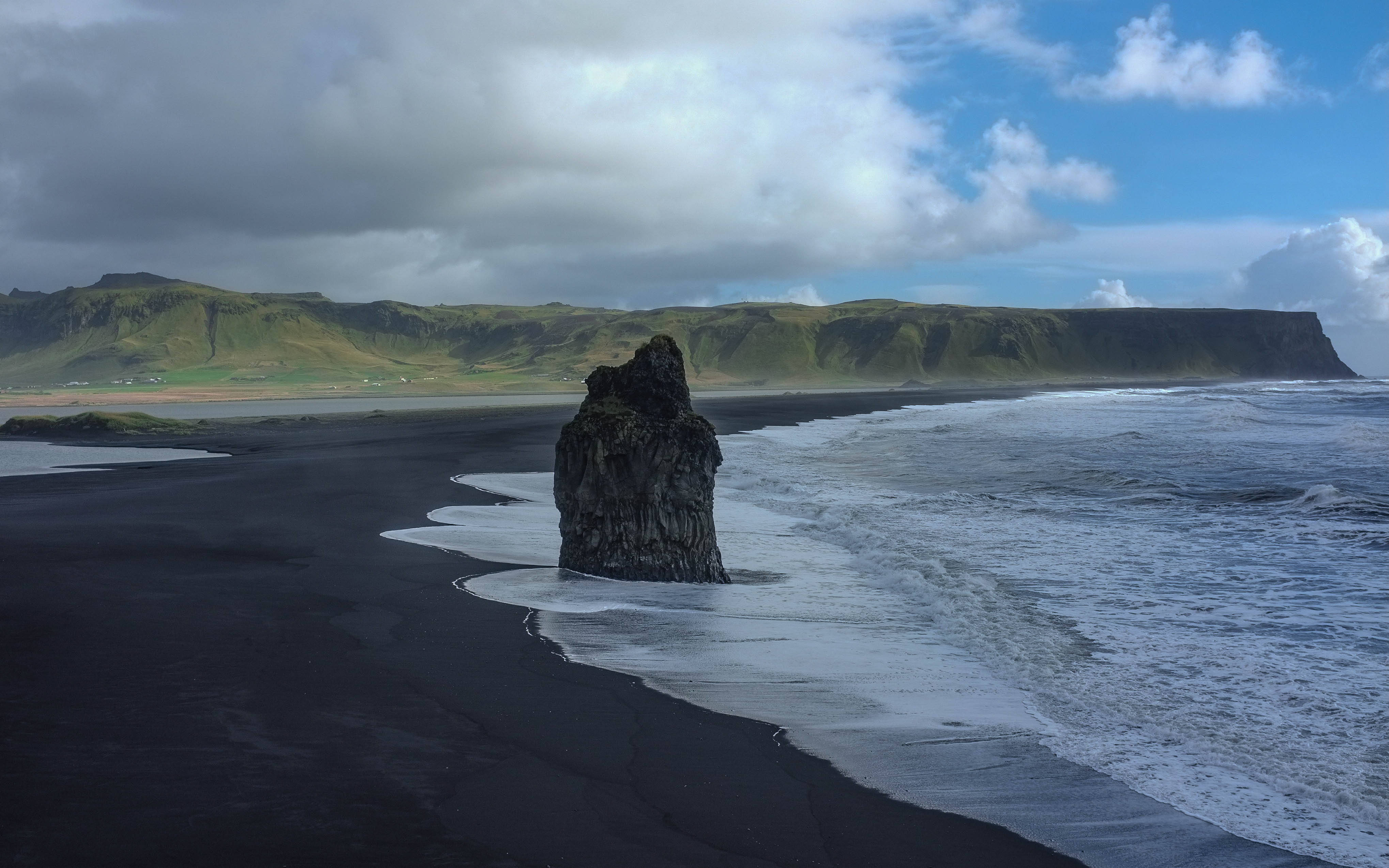
Reynisfjara (Island) diente als Kulisse für Lah’mu.

Lah’mu befindet sich im Äußeren Rand und besitzt einen Asteroidenring. Hier versteckte sich der Wissenschaftler Galen Erso nach den Klonkriegen mit seiner Familie vor dem Imperium. Er wurde jedoch von Orson Krennic dort aufgespürt und dazu gezwungen, die Arbeiten am Todesstern zu beenden. Seine Tochter Jyn Erso konnte entkommen und wurde später vom Freiheitskämpfer Saw Gerrera gerettet.
Erscheint in:
- Filme: Rogue One
- Romane: Der Auslöser; Jyn, die Rebellin
- Comics: Rogue One

### Lothal
Lothal liegt im Äußeren Rand der Galaxis und ist zum größten Teil mit Feldern, Savannen, Weideland und Gebirgen bedeckt. Während der Herrschaft des Galaktischen Imperiums wird Lothal unter imperiale Besatzung gebracht und für den Bau von Waffen und Rohstoffgewinnung mit imperialen Kolonien überzogen. Während der Schlacht von Lothal um 0 VSY wird der Planet von der Rebellengruppe rund um Ezra Bridger und der Ghost-Crew aus der Besatzung des Imperiums befreit.
Lothal ist mitunter der Heimatplanet des Jedi Ezra Bridger und für die Spezies der Loth-Katzen bekannt.
Das Design und Aussehen von Lothal entstammt noch aus Konzepten von Ralph McQuarrie, welcher mit seinen Konzeptzeichnungen für Krieg der Sterne (1977) maßgeblich den optischen Stil des Star-Wars-Universums prägte.
Erscheint in:
- Serien: Rebels, Ahsoka

### Malastare
Malastare liegt im Mittleren Rand und ist für seine gefährlichen Pod-Rennen bekannt. Der staubige öde Planet ist die Heimat der äußert reizbaren Dugs, welche als exzellente Rennpiloten gelten. Eine weitere einheimische Spezies sind die dreiäugigen Gran, die die Interessen Malastares zur Zeit der Galaktischen Republik im Senat vertreten. Malastare war Austragungsort einer der vielen Schlachten der Klonkriege. Die Streitkräfte der Republik sind hier unter anderem auf ein gefährliches Zillo-Biest gestoßen, welches auf Kanzler Palpatines Anweisung zu Forschungszwecken nach Coruscant extrahiert wurde.
Erscheint in:
- Serien: The Clone Wars

### Mandalore
Mandalore liegt im Äußeren Rand und zeichnet sich durch ein tropisches Klima aus. Der Planet ist mit dichtem Dschungel bewachsen, daneben gibt es einige Wüstenregionen und nur wenig fruchtbares Farmland.
Die Herzogin Satine Kryze erklärt Mandalore kurz nach Beginn der Klonkriege zu einem neutralen System. Während der Klonkriege wird ein Friedensgespräch zwischen den Separatisten und der Galaktischen Republik unter Aufsicht der Herzogin abgehalten. Mandalore hat während der Klonkriege ein großes Problem mit der Korruption. Nach der Vereinigung der terroristischen Death Watch unter Führung von Pre Vizsla mit dem Clan der Schwarzen Sonne und dem Pyke-Syndikat erlangte das neu gegründete Schattenkollektiv unter Führung von Darth Maul die Macht auf Mandalore.
Während der Herrschaft des Galaktischen Imperiums wird das Zentrum von Mandalore aufgrund seiner Unkontrollierbarkeit unter dem Befehl von Moff Gideon vernichtet. Dieses Ereignis wird später als die Nacht der Tausend Tränen bekannt. Mit dem Erwerb des traditionellen Dunkelschwerts von Mandalore, welches seit Generationen im Clan Viszla weitergegeben wurde und später in die Hände von Darth Maul und dann Gideon geriet, wird der Mandalorianer Din Djarin kurzzeitig der rechtmäßige Besitzer der Waffe, ehe diese wieder in den Besitz von Bo-Katan Kryze übergeht. In den Minen von Mandalore errichtet später Moff Gideon eine geheime imperiale Basis, um dort an geheimen Klonexperimenten und einer neuen Armee für sich zu arbeiten. In einer großen Schlacht zwischen ihm und den Mandalorianern gelingt es diesen, sich ihren Heimatplaneten zurückzuerobern und Bo-Katan zu ihrer neuen Herrscherin zu erküren.
Zum Mandalore-System zählen auch sein Mond Concordia sowie der Planet Kalevala, die Heimat von Bo-Katan. Die Hauptstadt von Mandalore ist Sundari.
Erscheint in:
- Serien: The Clone Wars, Rebels, Das Buch von Boba Fett, The Mandalorian, Ahsoka

### Mimban
Mimban (formell: Circarpous V) ist ein Sumpf-Planet mit einer dichten und ionisierten Atmosphäre, dessen Oberfläche von Schlamm und Morast überzogen ist, weshalb die einheimischen Mimbanesen die meiste Zeit unterirdisch leben.
Nach dem Aufstieg des Galaktischen Imperiums sieht dieses in den Minen eine wertvolle Rohstoffquelle für die imperiale Waffenindustrie. Auf den Befehl von Großmoff Tarkin hin soll das Volk der Mimbanesen ausgelöscht werden, um freie Hand auf der Welt zu erhalten. Die Mimabensen verteidigen sich jedoch gegen die auf ihrem Planeten stationierten Truppen und entfachen somit einen Krieg auf ihrer Heimatwelt.
Das Imperium errichtete auf Mimban das Camp Forward als ihr Hauptquartier. In der Schlacht von Mimban kämpfte Han Solo als Soldat des Imperiums und traf dort erstmals auf den Wookiee Chewbacca sowie die kriminelle Bande von Tobias Beckett, was Solo zu seiner Fahnenflucht bewegte und seinen weiteren Werdegang ins Rollen brachte.
Erscheint in:
- Filme: Solo
- Comics: Solo, Kopfgeldjäger

### Mon Cala
Mon Cala, auch bekannt als Mon Calamari oder Dac, ist eine Welt im äußeren Rand nahe dem wilden Raum, die fast komplett aus einem einzigen Ozean besteht. Die wenigen Inseln und die seichten Gewässer wurden ursprünglich von den Mon Calamari bewohnt, die tieferen Meere von den Quarren. Allerdings sind beide Spezies imstande, sowohl unter Wasser als auch in einer sauerstoffhaltigen Atmosphäre zu leben. Mit Hilfe der Quarren gelang es den Calamari, riesige schwimmende Städte zu bauen. Das Besondere daran war ihre Architektur, denn die Bauwerke und Schiffe Mon Calamaris waren Meerestieren nachempfunden und besaßen keinerlei Ecken oder Kanten.
Während der Ära des Imperiums wurden die Schiffswerften Mon Calas zum Hauptlieferanten von Großkampfschiffen für die Rebellion und später auch der Neuen Republik.
Erscheint in:
- Serien: The Clone Wars
- Comics: Darth Vader (2017), Star Wars (2015), Treuepflicht
- Videospiele: Eclipse, Squadrons

### Moraband
Moraband, in alten Zeiten Korriban genannt, ist eine nach zahlreichen Kriegen verlassene, von trockenen Wüsten sowie Bergen überzogene Welt und der einstige Heimatplanet der antiken Sith. Im dortigen Tal der dunklen Lords befinden sich die Gräber zahlreicher alter Sith-Lords.
Während der Klonkriege begibt sich Jedi-Meister Yoda auf einer Reise zur Entdeckung der Unsterblichkeit der Jedi als Teil der lebendigen Macht in Begleitung des Astromechdroiden R2-D2 nach Moraband. Dort begegnet er den Geistern oder Illusionen alter Sith, einschließlich des Sith-Lords Darth Bane, der die Regel der Zwei geschaffen hat. Darth Sidious (Palpatine) spürt die Anwesenheit Yodas auf Moraband selbst weit entfernt auf Coruscant. Von dort aus erzeugt er daraufhin zusammen mit seinem Schüler Darth Tyranus (Count Dooku) mithilfe der dunklen Seite der Macht Illusionen auf Moraband, in der Hoffnung, den Jedi-Meister zu brechen und zu korrumpieren. Dies scheitert jedoch an der Willenskraft Yodas, woraufhin der Jedi-Meister den Planeten wieder verlässt.
In der Legends-Kontinuität, die nicht zum neuen Kanon gehört, liegt Korriban am Rande des alten Sith-Reiches. Nach dem ersten Jedi-Bürgerkrieg, der noch viele Jahrtausende vor den Geschehnissen des Videospiels Star Wars: Knights of the Old Republic stattfand, flohen die abtrünnigen Jedi unter der Führung von Xendor nach Korriban und benannten ihren Glauben nach den primitiven Einwohnern, den Sith, von denen sie wie Götter verehrt wurden. Auf Korriban leben viele der gefährlichsten und aggressivsten Bestien der Galaxis. Es heißt, sie wurden von der dunklen Kraft, die Korriban innewohnt, verdorben. Eine davon war der Tuk’ata, ein wolfsähnliches Tier, dessen Machtimmunität es zu einem ernstzunehmenden Gegner macht. Tuk’ata leben in Rudeln und greifen nie alleine an. Außerdem werden sie von der Macht angezogen. Das Tal der dunklen Lords, an dessen Ende sich 4000 VSY eine Sith-Akademie befand, war die Grabstätte der vier größten Sith-Lords von Korriban: Naga Sadow, Marka Ragnos, Ajunta Pall und Tulak Hord. In Naga Sadows Grab befand sich ein Teil des Lageplans der Sternenschmiede. Es hieß, dass Darth Revan bei seiner Rückkehr Ajunta Palls Grab fand und dort auf seinen Geist traf, von dem er das alte Schwert aus Ajunta Palls Grab erhielt. Zur Zeit Darth Revans wurde die Akademie von Meister Uthar Wynn geleitet. Fast 3000 Jahre später, zur Zeit Darth Banes, gab es anstelle der alten Sith-Akademie oberhalb des Tals der dunklen Lords viele neue Akademien, die in alten Sith-Tempeln angesiedelt waren. Korribans Akademien bildeten damals die Besten der Sith aus. Korriban war zu jeder Zeit nur sehr spärlich besiedelt, da der Planet erstens sehr gefährlich, zweitens völlig unfruchtbar war. Die einzige Siedlung war Dreshdae, ein Außenposten der Czerka Corporation.
Erscheint in:
- Serien: The Clone Wars
- Romane: Myths & Fables
- Comics: Galaxy's Edge – Das Sith-Relikt

### Mustafar

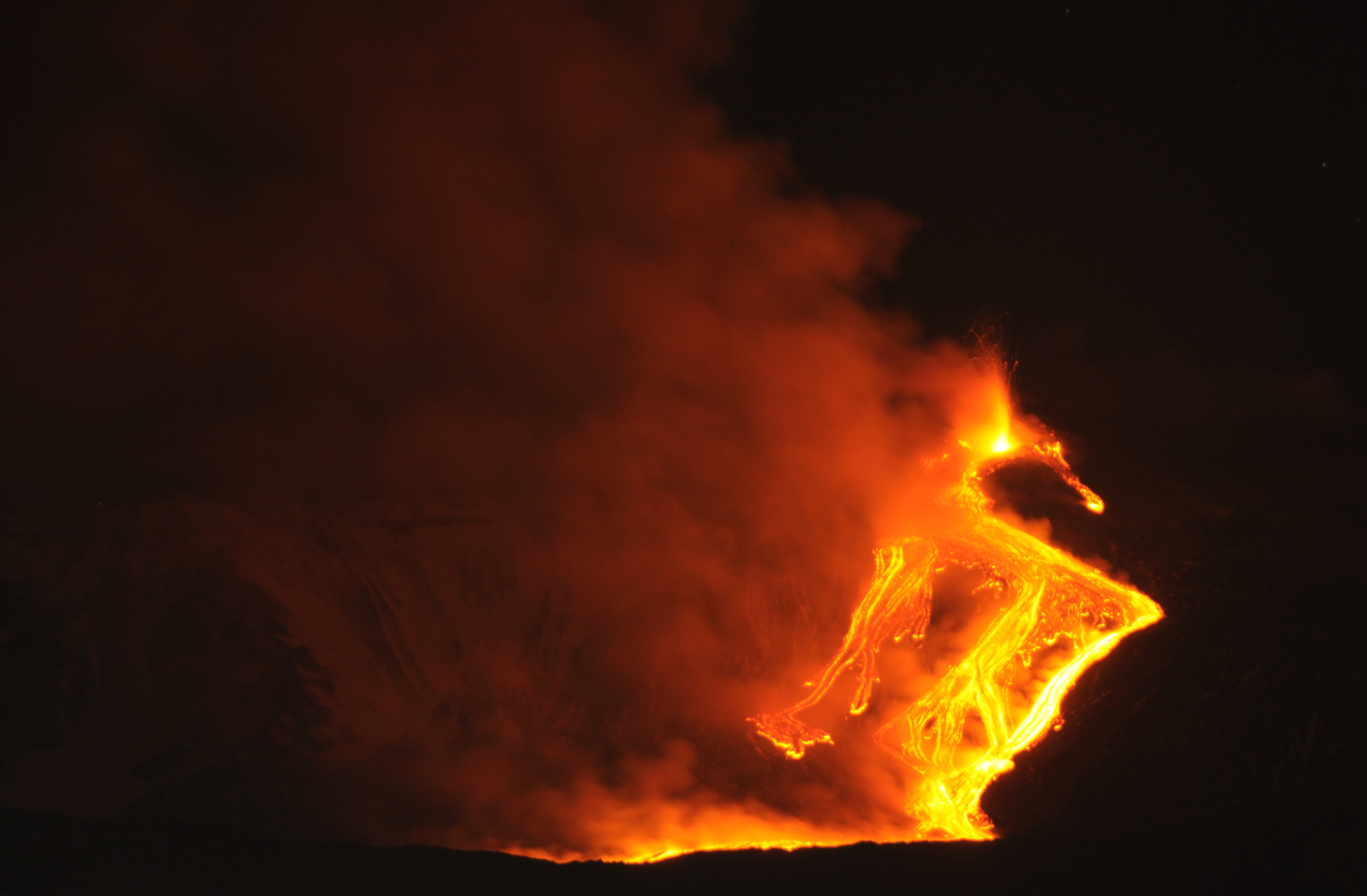
Der Vulkan Ätna in Italien (hier 2011).

Mustafar ist ein vulkanischer Planet, auf dem Obi-Wan Kenobi und sein ehemaliger Schüler Anakin Skywalker, der zu dem Zeitpunkt bereits seinen neuen Namen Darth Vader trägt, den alles entscheidenden letzten Kampf austragen, dem Vader schwer verletzt unterliegt, woraufhin er sein lebenserhaltendes, gefürchtetes Erscheinungsbild erhält. Jahre später lässt er am Ort seiner größten Niederlage sein persönliches Schloss bauen, das als sein Hauptquartier dient. Viele Jahrzehnte später findet Kylo Ren in der Nähe der Ruine von Vaders Schloss einen von zwei Sith-Wegfindern, mit dem er die Route in die verborgene Sith-Welt Exegol navigieren kann. Ein Mond von Mustafar ist Nur.
Der aktive Vulkan Ätna brach während der Dreharbeiten aus, weshalb George Lucas ein Filmteam zur Aufnahme von Außenansichten schickte, die später in den Hintergrund der Filmszenen eingefügt werden konnten.
Erscheint in:
- Filme: III, Rogue One, IX
- Serien: The Clone Wars, Rebels, Obi-Wan Kenobi
- Romane: Schülerin der Dunklen Seite
- Comics: Darth Vader (2017), Obi-Wan Kenobi, Rogue One, Darth Vader (2015), Darth Vader (2020), Crimson Reign
- Videospiele: Vader Immortal

### Mygeeto
Mygeeto ist ein kahler, zerstörter Industrieplanet, auf dem Jedi-Ritter Ki-Adi-Mundi von den Klontruppen auf Befehl von Darth Sidious getötet wurde.
Erscheint in:
- Filme: III
- Comics: Kanan, Galaxy's Edge

### Naboo

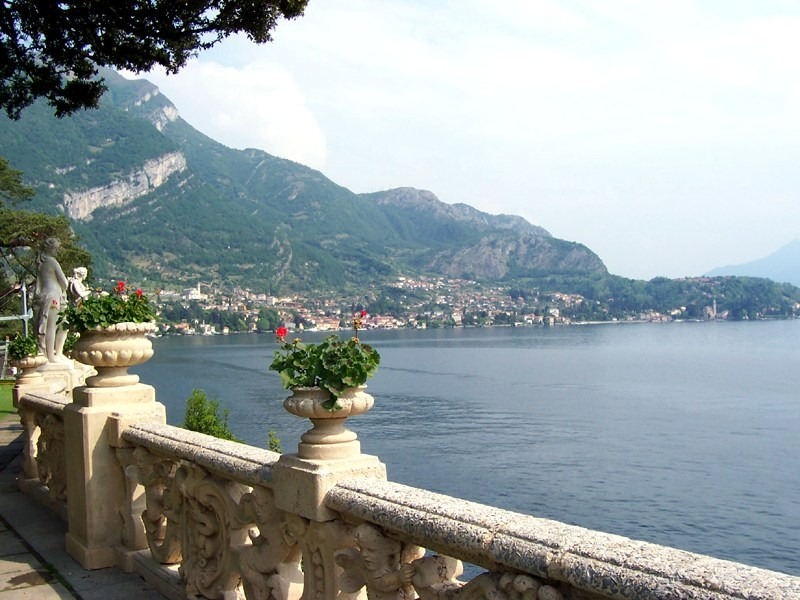
Die Villa del Balbianello, Kulisse von Naboo.

Naboo ist ein idyllischer Planet im Chommell-Sektor. Seine Hauptstadt ist Theed, dort befindet sich auch der königliche Palast. 32 VSY wurde Naboo von der Handelsföderation blockiert und später angegriffen. Die Landschaft Naboos wird von Wäldern, Wiesen und Seen geprägt. Eine weitere Spezies dieses Planeten sind die Gungans, die in Unterwasserstädten wie z. B. Otoh Gunga leben, welche im Paonga-See liegt. Die Welt selbst besitzt im Gegensatz zu den meisten anderen Planeten einen porösen Kern, der von weitläufigen Unterwassergrotten und Kanälen durchzogen wird. Naboo ist der Heimatplanet von Padmé Amidala und Senator Palpatine sowie Jar Jar Binks.

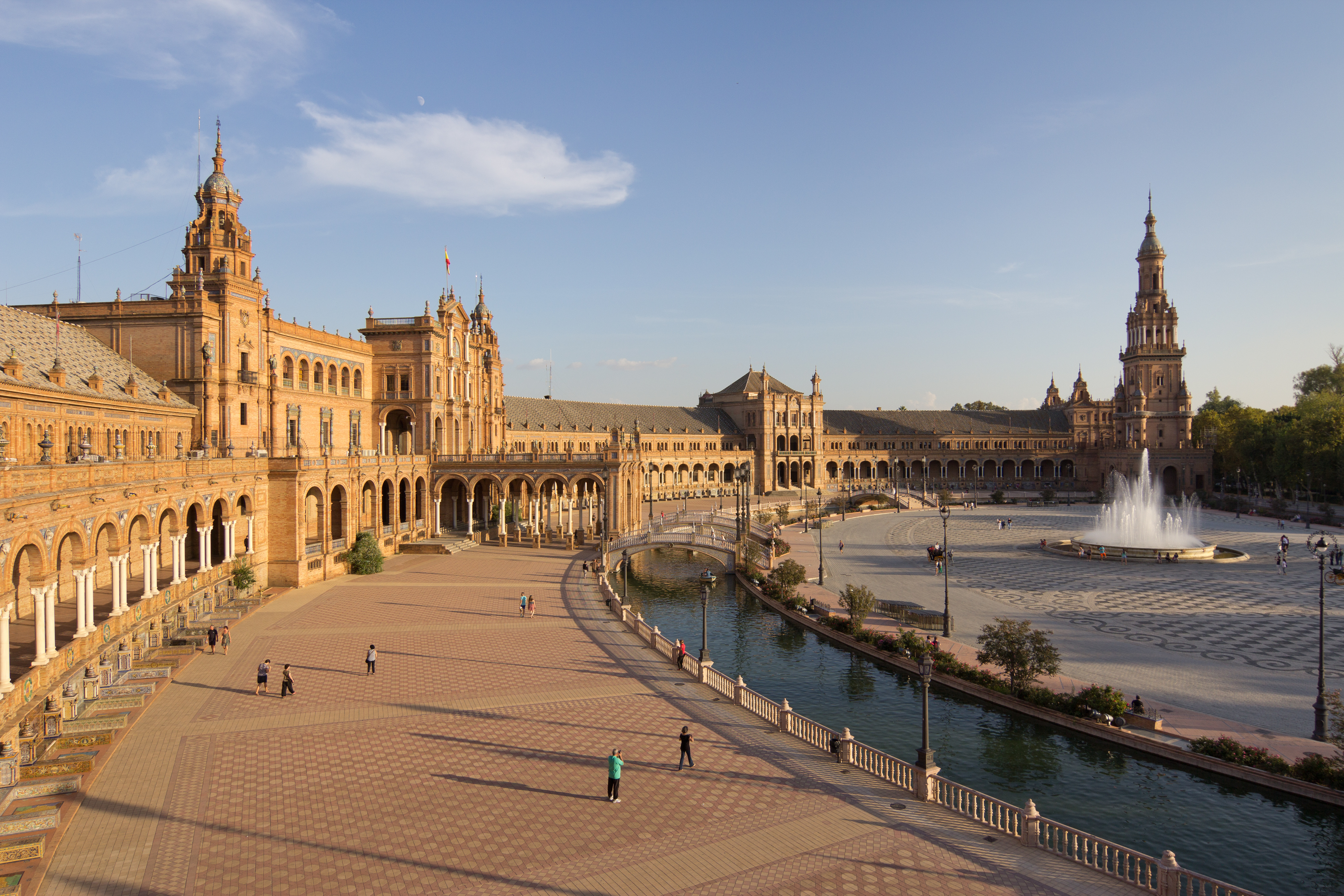
Plaza de España in Sevilla diente als Kulisse der Stadt Theed auf Naboo.

Die Außenaufnahmen des Seenlands in Angriff der Klonkrieger wurden am Comer See gedreht. Für Innenaufnahmen des Palastes diente der Palast von Caserta (Italien).
Erscheint in:
- Filme: I, II, III, VI
- Serien: Andor, The Clone Wars, Geschichten der Jedi
- Romane: Die Hohe Republik: Das Licht der Jedi, Meister und Schüler, Padmé-Trilogie, Leia,Verlorene Welten, Nachspiel-Trilogie
- Comics: Prinzessin Leia, Darth Vader (2015), Darth Vader (2020), Imperium in Trümmern
- Videospiele: Battlefront II

### Nal Hutta
Nal Hutta liegt im Hutt-Raum und ist die öde Sumpfheimat der großen schneckenähnlichen Hutts. Die kriminellen Geschäfte der mächtigen Hutt-Familie werden auf Nal Hutta von einem Rat geführt, dessen Einfluss sich auf einen großen Teil der Galaxis erstreckt. Die Hutts leben in Häusern, die auf Stegen über der Sumpflandschaft errichtet wurden.
Erscheint in:
- Serien: The Clone Wars

### Nar Shaddaa
Nar Shaddaa ist ein als Schmugglermond bekannter Mond, der eine aktive, kriminelle Unterwelt beheimatete, die von Kopfgeldjägern und dem Hutten-Klan beherrscht wird. Ähnlich wie Coruscant überzieht auch Nar Shaddaa eine einzige riesige Stadt. Im völligen Gegensatz zu Coruscant jedoch herrscht auf Nar Shaddaa nur Gewalt und Glücksspiel. Prostitution und Illegalität sind alltäglich. Nach der Zerstörung des ersten Todessterns reist Luke Skywalker nach Nar Shaddaa, um nach einer Möglichkeit zu suchen, den Jedi-Tempel auf Coruscant zu betreten. Er wird von Grakkus dem Hutten gefangen genommen, kann aber entkommen.
Erscheint in:
- Romane: Nachspiel: Lebensschuld
- Comics: Darth Maul, Star Wars (2015), Kopfgeldjäger, Krieg der Kopfgeldjäger, Star Wars (2020)

### Nevarro
Nevarro ist ein vulkanischer Planet, der sich in einem Sektor der Outer Rim-Territorien befindet. Der Planet ist nach dem Sieg der Rebellenallianz über das Galaktische Imperium eine wichtige Anlaufstelle für die Kopfgeldjägergilde. Nach einer Besatzung durch die Überbleibsel des Imperiums unter Führung von Moff Gideon wird der besiedelte Stadtkern Nevarros zurückerobert und gerät unter die Kontrolle der Neuen Republik. Der neue Magistrat des Planeten und der neu errichteten Stadt wird nach der Zurückeroberung der ehemalige Söldner Greef Karga. Als Piraten unter dem Kommando des Piratenkönigs Shard versuchen, Nevarro zu besetzen, und dieser Angriff mit Hilfe von Din Djarin und dessen Mandalorianer-Stamm vereitelt werden kann, erhalten die Befreier von Karga auf Nevarro Anspruch auf eine eigene mandalorianische Enklave, wo sich auch Djarin später gemeinsam mit Din Grogu in einem eigenen Haus niederlässt.
Erscheint in:
- Serie: The Mandalorian
- Comics: The Mandalorian

### Nur
Nur ist ein Wassermond des Planeten Mustafar im Outer-Rim-Territorium der Galaxis. Der Mond ist der Sitz der Unterwasserfestung Inquisitorius, dem Stützpunkt der imperialen Inquisitoren. Während der Herrschaft des Imperiums wird die Festung mitunter von den überlebenden Jedi Cal Kestis und Cere Junda infiltriert. Auch Obi-Wan Kenobi kam hierher, um die entführte Leia Organa aus den Händen der Inquisitorin Reva zu befreien.
Erscheint in:
- Serien: Obi-Wan Kenobi, Geschichten des Imperiums
- Videospiele: Jedi: Fallen Order
- Comics: Obi-Wan Kenobi

### Onderon
Onderon ist ein Planet im Inneren Rand, der durch einen dichten Dschungel gekennzeichnet ist. Während der Klonkriege steht Onderon auf der Seite der Separatisten. Daraufhin bildet sich eine Rebellion, die von Steela und Saw Gerrera angeführt und durch die Jedi unterstützt wird. Diese vertreibt die Separatisten und ermöglicht es dem Planeten, sich der Republik anzuschließen. Nachdem diese in das Galaktische Imperium umgeformt wird, gerät der Planet unter imperiale Kontrolle. Gerrera gründet daraufhin eine eigene Rebellenzelle, die als Partisanen bezeichnet werden.
Erscheint in:
- Serien: The Clone Wars, The Bad Batch

### Ord Mantell
Dieser Planet findet Erwähnung in Das Imperium schlägt zurück. Han Solo berichtete, dass er dort mit ein paar Kopfgeldjägern zusammenstieß, welche die Belohnung kassieren wollten, die Jabba der Hutt auf seinen Kopf ausgesetzt hatte. Der Planet gilt als Paradies für Schmuggler und Kopfgeldjäger. Die Kloneinheit 99 findet auf diesem Planeten für längere Zeit eine Zuflucht sowie Arbeit im Versteck der Trandoshanerin Ciddarin Scaleback und unterstützt sie unter anderem bei der Rückeroberung ihres Spielsalons.
Erscheint in:
- Serien: The Bad Batch

### Ossus
Ossus ist ein Planet im Äußeren Rand und besitzt einen Waldmond. Er gilt als ein wichtiger Planet für den Jedi-Orden. Nach dem Sturz des Imperiums lässt Luke Skywalker dort seine Ausbildungsstätte für eine neue Generation von Jedi errichten, wo er den Findling Grogu als ersten Schüler unterweist. Auf Ossus trifft Luke auf Ahsoka Tano, die ehemalige Schülerin seines Vaters Anakin. Später bildet Luke dort auch seinen Neffen Ben Solo aus, der jedoch durch Manipulationen des Imperators und einem Konflikt mit seinem Lehrmeister die Akademie zerstört und sich der dunklen Seite der Macht zuwendet.
Erscheint in:
- Filme: VII, VIII
- Serien: Das Buch von Boba Fett
- Comics: Der Aufstieg Kylo Rens, Das Erwachen der Macht, Die letzten Jedi

### Pasaana
Pasaana ist ein Wüstenplanet und liegt im Ombakond-Sektor. Die Landschaft besteht aus Wüsten, Dünenlandschaften und Felsen und beheimatet die Aki-Aki. Pasaana ist eine Hochburg der Kultur und die Heimat des Festes der Ahnen.
Nach dem Fall des Galaktischen Imperiums begibt sich Luke Skywalker zusammen mit Lando Calrissian nach Pasaana, um dort Hinweisen auf Mysterien der Sith-Welt Exegol nachzugehen. Dort verfolgen sie die Spur des Sith-Attentäters Ochi, verlieren diese jedoch und geben ihre Suche auf. Viele Jahre später greift dort die Gruppe um Rey Skywalker die Suche der beiden erneut auf.
Nach der Entführung seiner Tochter durch die Erste Ordnung entscheidet Lando Calrissian, sich auf Pasaana abzusetzen und lebt dort ein einfaches Leben als Eremit, bis er sich später wieder den Rebellen des Widerstands anschließt.
Erscheint in:
- Filme: IX

### Peridea
Peridea ist ein uralter Planet der Nachtschwestern von Dathomir und liegt in einer bislang unerforschten und weit entfernten Galaxis. Während der Ära der Jedi galt diese Welt als Märchen und Mythos. Die Nachtschwestern lernten, noch bevor die Zeit berechnet wurde, auf den hyperraumreisenden Purrgils zu reiten. Peridea ist nur durch die geheime Hyperraumroute, der Passage nach Peridea, zu erreichen. Des Weiteren ist Peridea ein Friedhof der Purrgils und der Ring um den Planeten besteht aus zerfallenen Knochenfragmenten der Wale.
Peridea ist die Region, in die Ezra Bridger und Großadmiral Thrawn von Purrgils hineingezogen werden, wo sie später von Morgan Elsbeth und ihren Handlangern, sowie Sabine Wren gefunden werden.
Erscheint in:
- Serien: Ahsoka

### Pillio
Pillio ist ein unkolonisierter Planet im Jinata-System. Die Oberfläche besteht zum größten Teil aus Ozeanen, in denen über drei Millionen Spezies leben, und einigen Inseln aus Korallen und Gestein, durch welche große Höhlensysteme führen. Zu Zeiten des Galaktischen Imperiums errichtete Imperator Palpatine hier ein Observatorium, in welchem verschiedene Kunstgegenstände aufbewahrt wurden. Dieses wurde nach der Schlacht von Endor zerstört, um zu verhindern, dass die Artefakte in die Hände der Rebellen fielen. Jahrzehnte nach dem Untergang des Imperiums stand der Planet unter der Kontrolle des Jinata-Sicherheitskonzerns, der hier im Auftrag der Ersten Ordnung wichtige Rohstoffe abbaute.
Erscheint in:
- Videospiele: Battlefront II

### Polis Massa
Polis Massa ist ein kleiner medizinischer Außenposten auf einem Asteroiden. Er wird von der Republik und später von den Rebellen genutzt. In Die Rache der Sith bringt der Jedi-Meister Obi-Wan Kenobi die schwangere Padmé Amidala ins Med Center auf Polis Massa. Dort bringt sie, kurz bevor sie stirbt, die Zwillinge Luke Skywalker und Leia Organa auf die Welt.
Auf der DVD zu Episode III erklärt John Knoll, Verantwortlicher für visuelle Effekte bei ILM, dass George Lucas das Aussehen des Asteroiden bewusst als Hommage an die Mondstation Clavius aus 2001: Odyssee im Weltraum (1968) gestalten ließ.
Erscheint in:
- Filme: III
- Comics: Darth Vader (2020)

### Rodia
Rodia ist ein Planet im Mittleren Rand und die Heimat der reptiloidischen Rodianer-Spezies. Die Kontinente dieses Planeten sind von Regenwäldern geprägt, in denen die Einheimischen in hohen kastenförmigen Bauwerken inmitten von großen Glaskuppeln leben. Für die Republik hatte der Planet eine wichtige Bedeutung. Im Senat wurden die Rodianer durch ihren Senator Onaconda Farr vertreten, der zu engsten Vertrauten von Senatorin Amidala zählte.
Erscheint in:
- Serien: The Clone Wars

### Ryloth
Ryloth liegt im Äußeren Rand und ist die felsige Heimat der Twi'leks, die im Laufe ihrer Geschichte in wiederkehrenden Konflikten um ihre Freiheit kämpfen. Die Bewohner von Ryloth bewegen sich über das felsige Areal ihrer Welt meistens mithilfe ihrer Blurg-Reittiere fort. Ryloth war Schauplatz mehrerer Schlachten der Klonkriege und wurde zu dieser Zeit vom korrupten und bei seinem Volk unbeliebten Senator Orn Free Taa vertreten. Die Familie Syndulla wurde hingegen für ihre Rolle beim Freiheitskampf der Twi'leks von der gesamten Bevölkerung sehr geschätzt.
Erscheint in:
- Serien: The Clone Wars, The Bad Batch, Rebels, Ahsoka

### Saleucami
Saleucami ist ein Planet im Äußeren Rand. Der Deserteur Cut Lawquane, ein ehemaliger Klonkrieger, lässt sich dort mit seiner Frau nach der Schlacht von Geonosis nieder und betreibt mit ihr eine kleine Farm. Über und auf Saleucami findet während der Klonkriege die Schlacht statt, in der General Grievous von republikanischen Truppen verfolgt wird, schlussendlich jedoch entkommen kann. Die Jedi-Meisterin Stass Allie ist später dort stationiert und wird auch auf Saleucami von ihren Klontruppen erschossen, als die Order 66 befehlt wird.
Erscheint in:
- Filme: III
- Serien: The Clone Wars, The Bad Batch
- Romane: Nachspiel

### Savareen
Savareen ist ein Wüstenplanet mit großen Ozeanen im Äußeren Rand. Hier befindet sich auch eine kleine Raffinerie, zu der Han Solo den auf Kessel gestohlenen Coaxium-Treibstoff bringt.
Erscheint in:
- Filme: Solo
- Comics: Solo

### Scarif

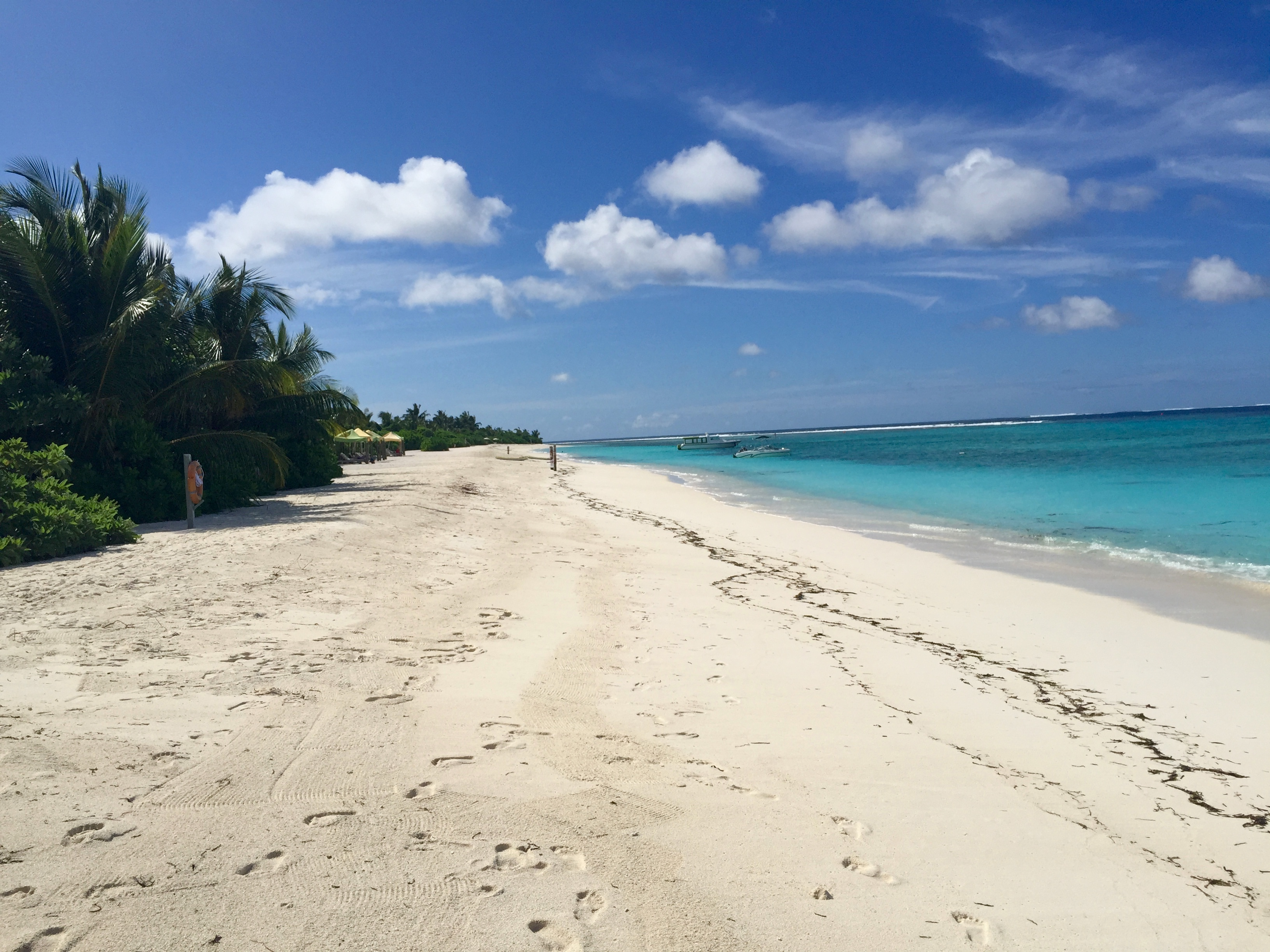
Das Laamu-Atoll (Malediven), Kulisse für Scarif.

Scarif ist ein tropischer Planet im Äußeren Rand und wichtiger Außenposten des Imperiums für die Rüstungsforschung und Ort der imperialen Archive. Von hier werden durch einen Angriff der Rebellen unter Führung von Jyn Erso und Cassian Andor die Pläne für den Todesstern entwendet, was später dessen Vernichtung ermöglicht. Das Archiv wird durch eine einzelne Reaktorzündung des Todessterns kurz nach der Übermittlung der Pläne vollständig zerstört.
Für einige der Innenaufnahmen der imperialen Station diente die Underground-Station Canary Wharf in London.
Erscheint in:
- Filme: Rogue One
- Serien: Andor
- Comics: Rogue One
- Videospiele: Battlefront, Battlefront II

### Sullust
Sullust ist der Heimatplanet der Sullustaner und von Lavaströmen überzogen. Der Planet besitzt zahlreiche Fabriken, die während des Galaktischen Bürgerkriegs als Schiffs- und Rüstungswerften für das Imperium benutzt werden. Kurz vor dem Angriff auf den zweiten Todesstern sammeln sich die Rebellen über dem Planeten.
Erscheint in:
- Serien: The Clone Wars
- Romane: Tarkin, Battlefront: Twilight-Kompanie, Bewegliches Ziel
- Comics: Prinzessin Leia
- Videospiele: Commander, Battlefront, Battlefront II

### Takodana

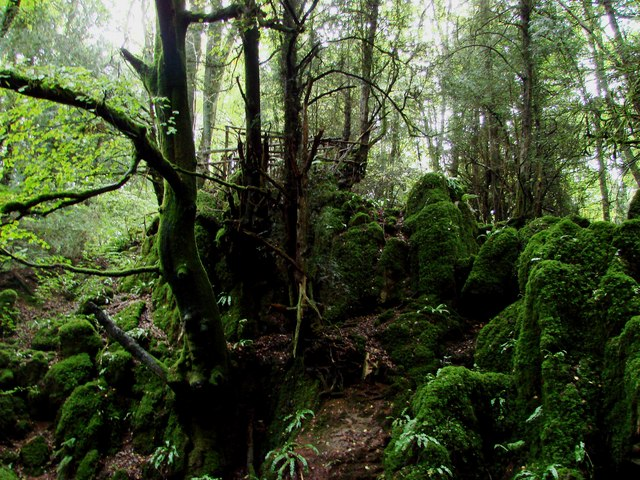
Puzzlewood im Forest of Dean diente als Kulisse für die Außenaufnahmen von Takodana.

Takodana ist ein neutraler Waldplanet und war zu Zeiten der Alten Republik Schauplatz eines Krieges zwischen Jedi und Sith. Maz Kanata hatte hier über mehrere hundert Jahre ihr Schloss, welches ein beliebtes Ziel für Reisende, Händler und Schurken war. In diesem findet Rey das einstige Lichtschwert Anakin Skywalkers, das Luke Skywalker im Kampf gegen Darth Vader auf Bespin verlor.
Erscheint in:
- Filme: VII
- Romane: Nachspiel: Lebensschuld, Letzte Chance, Der Sammler
- Comics: Die Hohe Republik – Abenteuer
- Videospiele: Commander, Battlefront II

### Taris
Taris ist ein Planet im Äußeren Rand, der wie Coruscant eine den Planeten umspannende Stadt besitzt. Die Stadt leidet unter großer Verschmutzung und Abfallbelastung, vor allem durch abgestürzte und ausgenommene Raumschiffe. Aus diesem Grund wohnt die Elite in hohen Wolkenkratzern, weit entfernt vom Boden. Im galaktischen Senat wird der Planet durch Tynnra Pamlo vertreten, welche zur Zeit des galaktischen Imperiums die Allianz zur Wiederherstellung der Republik unterstützt.
Erscheint in:
- Romane: Nachspiel-Trilogie

### Tatooine

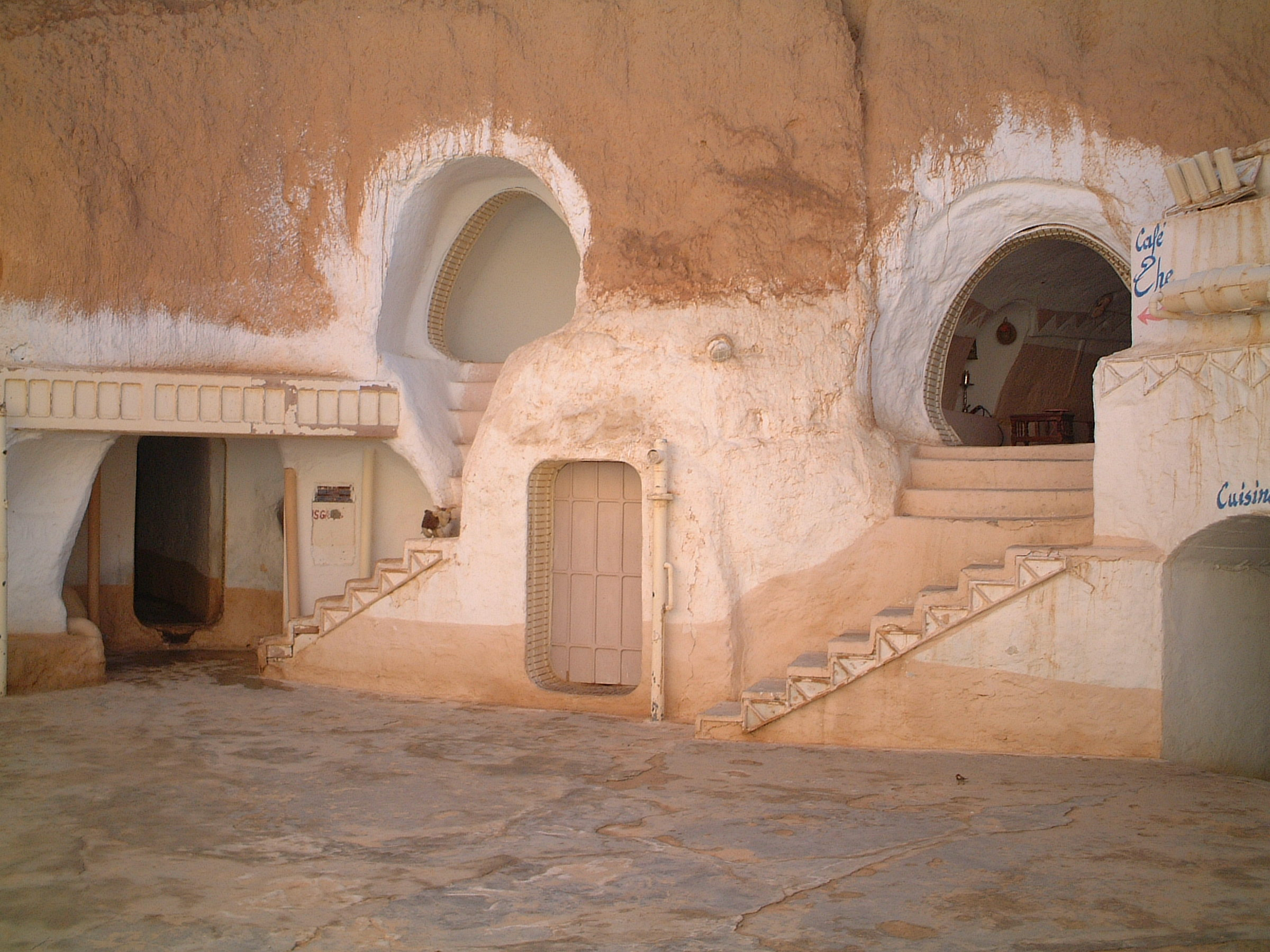
Hotel Sidi Driss in Tunesien, Drehort für Tatooine.

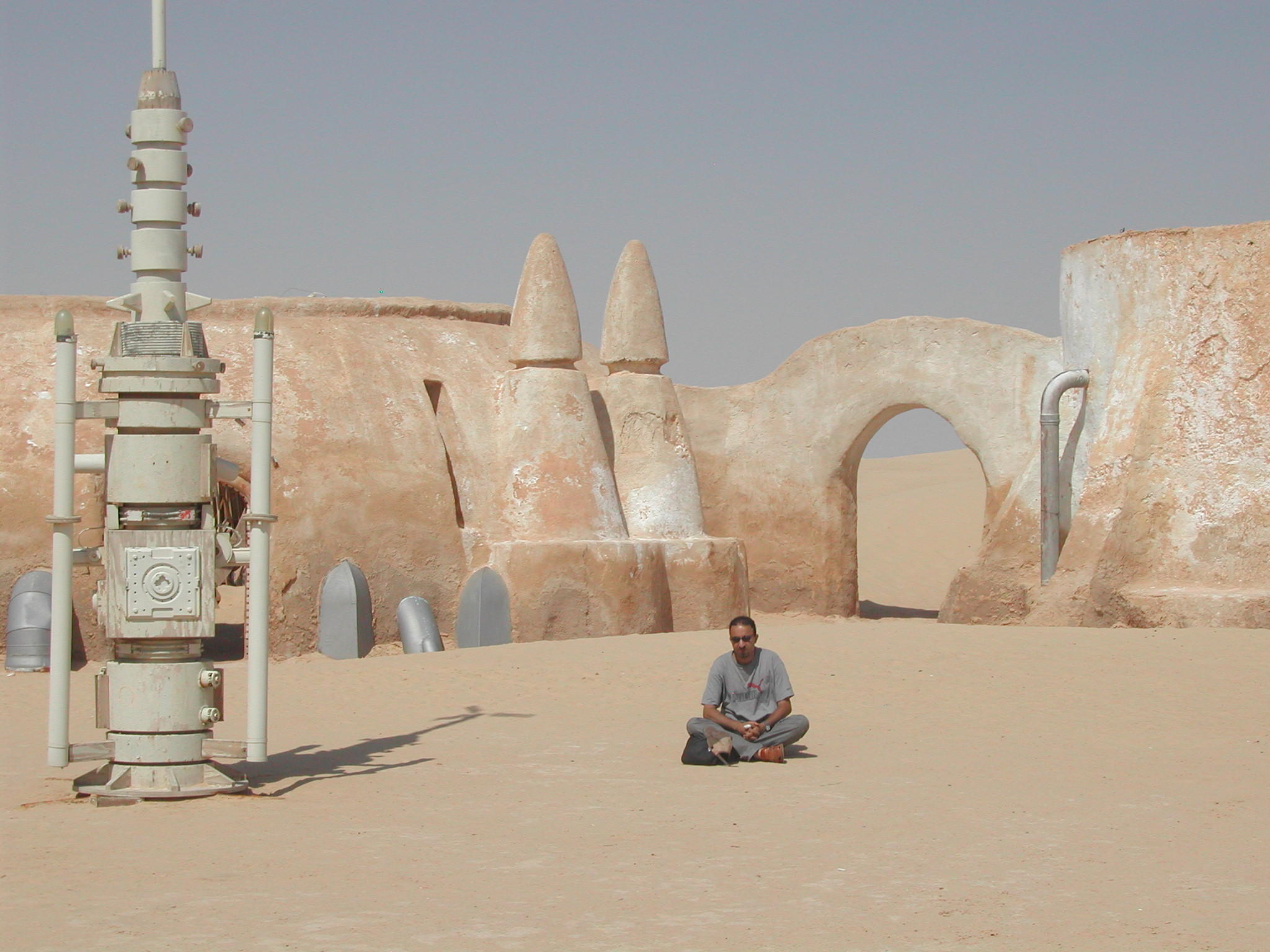
Die „Feuchtfarm“

Tatooine ist ein Wüstenplanet im Äußeren Rand, der um ein Zwillingssonnenpaar (Tatoo 1 und 2) kreist. Abseits von wichtigen Handelsrouten am Rande des Äußeren Rand-Territoriums ist er ein Refugium für Schmuggler, Kriminelle und Leute, die nicht gefunden werden wollen. Tatooine war bis zu seiner Austrocknung einst von Meeren und Ozeanen überzogen, bis der Planet sich im Laufe der Jahre schließlich zu einer Wüstenwelt entwickelte. Bekannte Orte und Anlaufpunkte für reges Treiben auf Tatooine sind die Jundland-Wüste und die Städte Mos Eisley, Mos Espa, Freetown oder auch Anchorhead.
Tatooine war der Heimatplanet von Anakin Skywalker und seinem Sohn Luke Skywalker. Die einheimischen Ureinwohner Tatooines sind die in primitiven Stämmen lebenden Tusken, auch Sandleute genannt, mit ihren Banthas, die von der Mehrheit der Galaxis als plündernde Räuber und Barbaren wahrgenommen werden. Die Banthas werden von den Tusken oft als Last- und Reittiere verwendet. Eine weitere intelligente Spezies sind die Jawas. Jawas sind vornehmlich Schrotthändler und leben nomadisch in ihren großen Sandkriecher-Fahrzeugen.
Vor der Zeit des Imperiums mussten Qui-Gon Jinn, Obi-Wan Kenobi, die Königin von Naboo, Padmé Amidala, und ihr Gefolge auf Tatooine notlanden, da ihr Hyperraum-Antrieb beschädigt war. Sie trafen auf den jungen Anakin Skywalker, einen Sklaven, den sie durch seinen Sieg beim Pod-Rennen freikauften und mit dem sie den Planeten verlassen konnten. Später kehrte Anakin als Jedi nach Tatooine zurück, um seine Mutter Shmi Skywalker zu suchen, die als Sklavin auf dem Planeten bleiben musste. Jedoch erfuhr Anakin, dass Shmi von Tusken-Räubern entführt und in deren Lager verschleppt wurde. Seine Mutter sah er nur noch kurz, bevor sie an Erschöpfung starb.
Mos Eisley war eine der größeren Städte Tatooines, in der sich einer der wichtigsten Raumhäfen von Tatooine befand. In der örtlichen Bar Chalmuns Cantina trafen Luke Skywalker und Obi-Wan Kenobi das erste Mal auf Chewbacca und Han Solo.
Nach dem Sturz des Galaktischen Imperiums bahnt sich auf Tatooine der ehemalige Kopfgeldjäger Boba Fett seinen Weg und wird als erster Bekannter der humanoiden Spezies in einen Tusken-Stamm aufgenommen. Nach seiner Zeit bei den Tusken übernimmt Fett als neuer Daimyō die kriminelle Unterwelt Tatooines, die einst dem Einfluss von Jabba dem Hutten unterlag.
Zu Beginn der Ära der Neuen Republik sucht der Mandalorianer und Kopfgeldjäger Din Djarin in Chalmuns Cantina nach einem Auftrag und trifft dort auf Toro Calican, mit welchem er Jagd auf die Attentäterin Fennec Shand macht. Einige Zeit später stattet Djarin Tatooine erneut einen Besuch ab und macht in Mos Pelgo Bekanntschaft mit dem Marshall Cobb Vanth, welcher sich die Rüstung des zu der Zeit verschollenen Boba Fett angeeignet hat. Dort jagt er gemeinsam mit Unterstützung der Einheimischen und den Sandleuten einen Krayt-Drachen. Nach diesem Ereignis wird Mos Pelgo in Freetown umbenannt.
Nach dem Sieg über die Erste Ordnung und Imperator Palpatine vergräbt die Jedi-Schülerin Rey Skywalker die Lichtschwerter der Skywalker-Zwillinge in der Nähe der ehemaligen Feuchtfarm von Owen Lars im Sand.
Der Planet war in bisher sechs Star-Wars-Filmen zu sehen. Ein Großteil der Aufnahmen entstand in Tunesien. Der Name stammt von der dortigen Berberstadt Tataouine. Weitere Drehorte waren der Death-Valley-Nationalpark und das Buttercup Valley der Yuma-Wüste in den USA. Tatooine ist der Spitzname des Exoplaneten Kepler-16b.
Erscheint in:
- Filme: I, II, III, IV, VI, IX
- Serien: The Clone Wars, Obi-Wan Kenobi, Rebels, The Mandalorian, Das Buch von Boba Fett
- Romane: Padmé-Trilogie, Schülerin der Dunklen Seite, Ahsoka, Verlorene Welten, Nachspiel-Trilogie, Die Legenden von Luke Skywalker, Blutlinie
- Comics: Obi-Wan Kenobi, Han Solo & Chewbacca, Obi-Wan: Die Bestimmung eines Jedi, Star Wars (2015), Darth Vader (2015), Age of Rebellion, Darth Vader (2020), Star Wars (2020), Kopfgeldjäger, Krieg der Kopfgeldjäger, The Mandalorian
- Videospiele: Battlefront, Battlefront II, Outlaws, Commander

### Toshara
Der Savannenmond Toshara liegt im Toshaal-System im Äußeren Rand der Galaxis und ist von windgepeitschten Ebenen, eindrucksvollen Felsformationen sowie Schluchten mit mächtigen Bernsteinadern bedeckt. Die einheimische Bevölkerung Tosharas lebte bis zu den Klonkriegen in Isolation, als das Galaktische Imperium hier landete und den Mond unter seiner Kontrolle brachte. In den folgenden Jahrzehnten erlaubten einige korrupte Gouverneure es mehreren Verbrechersyndikaten wie Crimson Dawn oder den Pykes, hier ihren kriminellen Geschäften nachzugehen, solange diese Bestechungsgelder an das Imperium zahlten. Daher kam es auf Toshara regelmäßig zu Bandenkriegen durch die Syndikate, vor allem in der Hauptstadt Mirogana.
Erscheint in:
- Videospiele: Outlaws

### Toydaria
Toydaria liegt im Hutt-Raum und ist die grün-neblige Wald- und Sumpfheimat der Toydarianer, die die Berge des Planeten in hochgebauten Städten bewohnen. Die Gewässer dieser Welt zeichnen sich durch einen hohen Gehalt an Algen aus. Toydaria galt während der Klonkriege als neutrale Welt und wurde von einem König regiert.
Erscheint in:
- Serien: The Clone Wars

### Tython
Tython ist ein Planet im Äußeren Rand der Galaxis, wo der Jedi-Orden einst Tempel errichten ließ. Auf dem Planeten befindet sich ein Kreis aus Megalithen, inmittendessen der Sehende Stein platziert ist. Dieser wird von Din Djarin aufgesucht, damit Grogu Kontakt mit einem Jedi aufnehmen kann, der sich dessen Ausbildung annehmen soll.
Im Legends-Kanon von Star Wars: The Old Republic ist Tython ein Planet im Tiefkern der Galaxis und wird als die Wiege des Alten Jedi-Ordens angesehen. Kurz nach dem Ende des Großen Galaktischen Krieges zwischen Jedi und Sith zogen sich die Jedi-Ritter nach Tython zurück, um dort ihren Orden zu reformieren. In den Jahrtausenden darauf geriet der Planet aufgrund seiner navigatorisch schwer erreichbaren Lage im Tiefkern langsam wieder in Vergessenheit. Als zehn Jahre nach der Schlacht von Ruusan Darth Bane nach Tython kam, war der Planet kurz davor, wieder ins Reich der Legenden abzudriften.
Erscheint in:
- Serien: The Mandalorian
- Comics: The Mandalorian

### Utapau
Utapau ist ein Planet im Äußeren Rand und von kargen Felslandschaften mit nur sehr geringer Vegetation bedeckt, die von gewaltigen Löchern, den sogenannten Schlundlöchern, durchbrochen werden. Diese Löcher reichen Hunderte von Metern tief bis zu dem unterirdischen Ozean, der den ganzen Planeten umfasst. In diesen Löchern befinden sich Städte, die an die Felswände gebaut wurden, so auch die Hauptstadt Pau City. Bewohnt wird der Planet von den großen, langlebigen Pau sowie den kleineren, kurzlebigen Utai. Die Fauna zeichnet sich durch viele Vogel- und Reptilienarten wie den Drachenrössern aus.
Utapau positioniert sich zu Zeiten der Klonkriege neutral in Hinblick auf die Kriegsparteien. Kurz vor dem Ende des Krieges wird der Planet von den Separatisten besetzt und als Basis benutzt. Dort verfolgt Obi-Wan Kenobi den Separatistenführer General Grievous, welcher von ihm schlussendlich auch in einem Zweikampf besiegt wird. Utapau wird durch die Republik befreit.
Ein bekannter Charakter der Pau-Spezies ist der imperiale Großinquisitor.
Erscheint in:
- Filme: III
- Serien: The Clone Wars
- Romane: Letzte Chance, Der Sammler

### Vardos
Vardos, ein Planet im Jinata-System, war zu Zeiten des galaktischen Bürgerkriegs als imperiales Utopia bekannt. In den Klonkriegen noch eine unabhängige Welt gewesen, wurde der Planet kurz nach der Machtergreifung Palpatines von Streitkräften des Imperiums erobert und besetzt. Es wurden in den folgenden Jahren riesige Städte und militärische Einrichtungen erbaut, die zur Heimat von zahlreichen loyalen Bürgern des Imperiums wurden. Nach der Vernichtung des zweiten Todessterns in der Schlacht von Endor war Vardos, auf Initiative des verstorbenen Imperators Palpatine, eines der ersten Ziele der Operation Asche. Durch die darauffolgende Manipulation des Klimas wurde ein Großteil der Planetenoberfläche verwüstet und die Bevölkerung stark dezimiert.
Erscheint in:
- Videospiele: Battlefront II

### Vandor
Im Gebirge von Vandor überfällt Han Solo mit der Bande von Tobias Beckett einen imperialen Zug, um raffinierten Coaxium-Treibstoff zu stehlen. Bei diesem Überfall lässt der Großteil der Bande ihr Leben, woraufhin Han, Tobias und Chewbacca als letzte Überlebende mit leeren Händen die Yacht von Dryden Vos aufsuchen.
Erscheint in:
- Filme: Solo
- Comics: Solo

### Wayland
Wayland, teilweise auch Weyland ist ein Waldplanet, der zur Herrschaftszeiten des Imperiums die geheime Forschungseinrichtung Mount Tantiss beherbergt, wo Imperator Palpatine im Verborgenen an geheimen Klon-Experimenten forschen lässt. Der Planet liegt im Äußeren Rand der Galaxis.
Wayland und der Mount Tantiss wurden ursprünglich von Timothy Zahn für die Thrawn-Trilogie erdacht, die mittlerweile der Legends-Kontinuität und damit nicht dem neuen Kanon angehört. In der Romantrilogie hat der Planet eine etwas andere, aber ähnliche Funktion, wie im neuen Kanon: Im Mount Tantiss beherbergte Imperator Palpatine seine private Schatzkammer und einige Spaarti-Kloningzylinder. Nach dem Tod des Imperators wurden diese von Großadmiral Thrawn zum Aufbau einer neuen imperialen Streitmacht genutzt. Bei seiner Ankunft auf Wayland begegnete Thrawn dem verrückten Jedi-Klon Joruus C'baoth, der später im Mount Tantiss selbst einen Klon von Luke Skywalker züchten ließ.
Erscheint in:
- Serien: The Bad Batch

### Wobani
Der Planet Wobani liegt im Mittleren Rand der Galaxis. Er dient dem Imperium als Lager für Strafgefangene. Hier wird Jyn Erso von den Rebellen aus einem Gefangenentransport befreit.
Der Name des Planeten ist ein Anagram aus dem Namen des Charakters Obi-Wan.
Erscheint in:
- Filme: Rogue One
- Romane: Jyn, die Rebellin; Leia – Prinzessin von Alderaan
- Comics: Rogue One

### Yavin IV

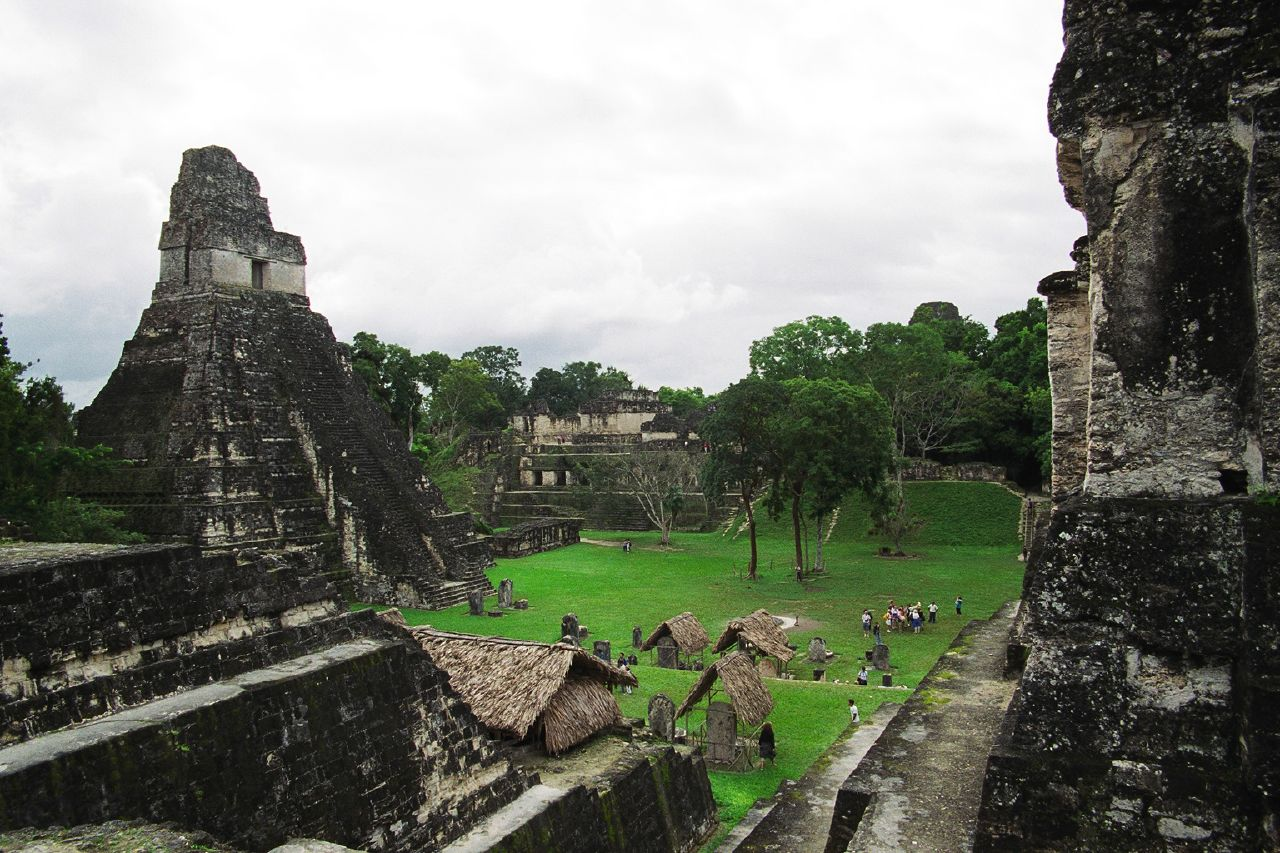
Tikal (Guatemala), Kulisse für die Tempelanlagen auf Yavin IV.

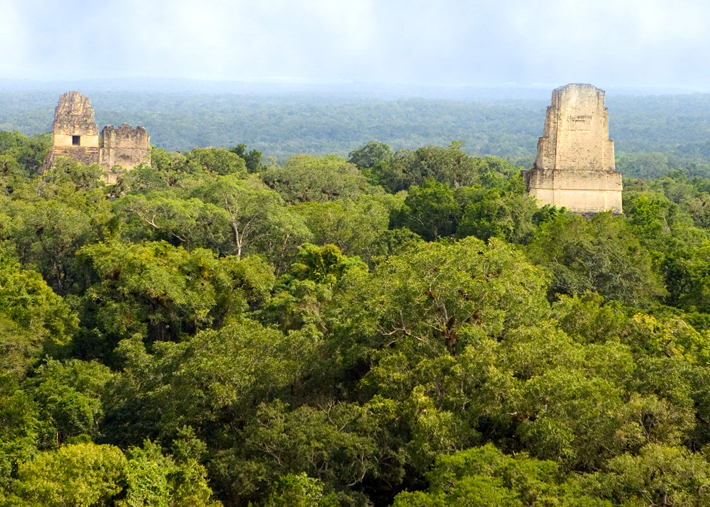
Hier wurde die berühmte Szene gedreht, in der die Rebellen zum Angriff auf den Todesstern abheben.

Yavin IV ist einer von vielen Monden des Gasriesen Yavin. Er diente als Rebellenbasis bis kurz vor der Schlacht von Yavin. In dieser wurde der erste Todesstern durch Luke Skywalker vernichtet. Dieses Ereignis dient als Nullpunkt der galaktischen Zeitrechnung: VSY / NSY bedeutet vor bzw. nach der Schlacht von Yavin IV.
Das Himmelsobjekt ist größtenteils bewaldet. In den Wäldern befinden sich Tempelruinen.
Erscheint in:
- Filme: Rogue One, IV
- Serien: Rebels, Andor
- Romane: Jyn, die Rebellin, Verlorene Welten, Battlefront II: Inferno-Kommando, Im Auftrag der Rebellion, Poe Dameron
- Comics: Prinzessin Leia, Rogue One, Doktor Aphra (2016), Imperium in Trümmern
- Videospiele: Battlefront, Battlefront II, Commander

### Zeffo
Bei Zeffo handelt es sich um eine kühle und feuchte Welt, deren Oberfläche von überschwemmten Plateaus und felsigen Bergen geprägt ist. In seiner früheren Geschichte war dieser Planet die Heimat der Zeffo, einer uralten Zivilisation, welche einst die Geheimnisse der Macht erforschte. Sie hinterließ hier viele Ruinen und Gräber, die mehreren Zeffo-Weisen gewidmet waren und von Grabwächtern beschützt wurden. Zu Zeiten der Republik wurde der Planet hauptsächlich von Archäologen und Pionieren besucht, die antike Zeffo-Artefakte entdecken wollten. Als das Galaktische Imperium an die Macht kam, wurde die friedliche Gemeinschaft durch die Plünderung historischer Stätten und heiliger Gräber zerstört.
Erscheint in:
- Videospiele: Star Wars Jedi: Fallen Order

## Weitere Orte

### Welt zwischen den Welten
Die Welt zwischen den Welten (Original: World Between Worlds) ist ein mystischer Ort der Macht, losgelöst von Raum und Zeit, bestehend aus Portalen zu verschiedenen Zeitspannen und Ereignissen in der Galaxis. Jener Ort ist nur wenigen starken Machtnutzern, sowie physisch durch einen Zugang in einem Jedi-Tempel auf dem Planeten Lothal möglich. Die Welt zwischen den Welten ermöglicht die Kommunikation mit machtsensitiven Verstorbenen und Eingriff in Ereignisse, die in der Vergangenheit oder der Zukunft liegen.
Erscheint in:
- Serien: Rebels, Ahsoka

## Raumschiffe und -Stationen
An dieser Stelle werden bedeutende und bekannte Raumschiffe und -Stationen des Star-Wars-Universums aufgezählt, die Teil des offiziellen Kanon sind.

### Todessterne
Insgesamt wurden zwei Todessterne gebaut.
Der erste Todesstern erscheint in:
- Filme: II, III, Rogue One, IV
- Serien: The Clone Wars, Andor
- Romane: Der Auslöser, Tarkin, Verlorene Welten, Thrawn: Verrat, Battlefront II: Inferno-Kommando
- Comics: Vader: Dunkle Visionen, Age of Rebellion, Rogue One
- Videospiele: Battlefront, Battlefront II, Squadrons

Der zweite Todesstern erscheint in:
- Filme: VI, IX
- Serien: Die Mächte des Schicksals
- Romane: Verlorene Welten, Nachspiel-Trilogie
- Comics: Star Wars (2020)
- Videospiele: Battlefront II, Uprising

## Legends
Unter dem Begriff Erweitertes Universum (engl. Expanded Universe) wurden im Star-Wars-Kontext alle lizenzierten Star-Wars-Materialien außerhalb der Kinofilme gefasst. Das erweiterte Universum beinhaltet Bücher, Comic-Hefte, Spiele und andere Medien, die die Geschichten, die in den Filmen erzählt werden, erweitern. Die Erweiterung des Star-Wars-Universums begann im Jahr 1978. Mit der Übernahme der Star-Wars-Marke durch Disney im Jahr 2012 gab Disney bekannt, dass das ehemalige erweiterte Universum nicht mehr zum offiziellen Kanon gehöre und unabhängig unter dem Sammelnamen Legends fortbestehe. In diesem Abschnitt werden Orte aufgelistet, die unter diesen Sammelbegriff fallen. Teilweise existieren die hier genannten Planeten bereits im aktuellen Kanon, haben aber durch bloße Erwähnungen in den neuen Medien noch keine ausreichende Relevanz erreicht und werden daher zunächst hier geführt.

### Duro
Duro ist eine Kernwelt auf der Corellianischen Handelsroute. Die Atmosphäre dieses Planeten war hochgiftig, auf der Oberfläche wuchs so gut wie nichts und nur einige robuste Insekten lebten auf ihr.
Die Bewohner des Planeten, die Duros, lebten in Orbitalstädten über den giftigen Schwefelwolken; die Hauptstadt ist Bbuburru City. Während des Yuuzhan-Vong-Krieges, rund 25 Jahre nach der Schlacht von Yavin, ist die Oberfläche Standort für viele Flüchtlingssiedlungen von Selcore gewesen; die Hauptsiedlung Gateway wurde von Leia Organa Solo geleitet. Als der Planet von den Yuuzhan Vong erobert wurde, machten sie ihn wieder bewohnbar.
Erscheint in:
- Das Erbe der Jedi-Ritter 6: Planet der Verlorenen
- Das Erbe der Jedi-Ritter 14: Wege des Schicksals

### Kalee
Der Planet Kalee ist der Heimatplanet der Kaleesh, einer anthropomorphen, kriegerischen Reptilienspezies. Der Droidengeneral Grievous war ein angesehener Kriegsherr der Kaleesh, bevor er zum Cyborg umgestaltet und zum Obersten Separatistenführer ernannt wurde.

### Manaan
Manaan ist ein fast vollständig von Wasser bedeckter Planet, der am Rand der Republik lag, ohne zu ihr zu gehören. Manaan war der Heimatort der Selkath, einer amphibischen Lebensform, die sich mit einer für andere schwer verständlichen Sprache aus Schlürflauten verständigte. Manaan war der einzige bekannte Planet, auf dem das starke Heilmittel Kolto abgebaut werden konnte. Es war das stärkste Heilmittel der Galaxis und wirkte sowohl entzündungshemmend als auch stark wundheilend. Kolto war jene Substanz, die sich in den Tanks befand, in denen Verletzte behandelt wurden, um sich zu regenerieren. Später wurde es durch die stärkere Substanz Bacta abgelöst, die auch in Episode V auftaucht.
Manaan hatte nur eine Stadt, Ahto City, was daran lag, dass die Selkath unter Wasser lebten. Ahto diente deshalb vor allem als Station für die Raffination und den Verkauf des Kolto. Obwohl sich die Republik und das Sith-Imperium in dem Krieg, der in „Star Wars: Knights of the Old Republic“ beschrieben wird, um Manaan rissen, blieb es streng neutral, auch wenn immer mehr Stimmen laut wurden, nach denen die Sith zu verachten seien.
Erscheint in:
- Star Wars: Empire at War (Computerspiel)
- Knights-of-the-Old-Republic-Reihe (Computerspiel)
- Star Wars: The Old Republic (Erweiterung Shadow of Revan) (MMORPG)

### Quesh
Quesh liegt im Huttenraum und wurde von der Republik entdeckt. Die Gifte des Planeten sind für die meisten Spezies gefährlich, auf einige wirken sie sich jedoch positiv aus. Die Republik versuchte, den Stoff Venenit Shadaaga aus der Atmosphäre zu filtern. Als dies misslang, baten sie die Hutten um Hilfe, obwohl dies gegen den Neutralitätsvertrag mit dem Imperium verstieß. Nachdem dies aufflog, startete ein Großteil von Hutta sowie das Imperium einen Großangriff auf Quesh.
Erscheint in:
- Star Wars: The Old Republic (MMORPG)

### Rakata Prime
Rakata Prime oder auch Lethon genannt war die Heimatwelt der Rakata und damit damalige Hauptstadt des Unendlichen Reiches. Seine Oberfläche ist größtenteils mit einem Ozean bedeckt, der mit vielen Inselgruppen übersät ist. Ihn umkreisen zwei Mode, wobei einer einen Großteil des Himmels bedeckt.
Der Planet wurde vom Sith Darth Revan 3359 BBY entdeckt, wobei er die Sternenschmiede fand. Nach einem Kampf im Orbit gelang es einer Gruppe von Jedi, Darth Revan gefangen zu nehmen und die Sternenschmiede zerstören, wobei allerdings der Schüler von Darth Revan, Darth Malak, entkam.
Erscheint in:
- Morgendämmerung der Jedi: Force Storm 5 (Roman)
- Morgendämmerung der Jedi: Der Gefangene von Bogan 4 (Roman)
- Star Wars: Ritter der alten Republik (Roman)
- Star Wars: Ritter der alten Republik II: Die Sith-Lords (Roman)
- Star Wars: Die alte Republik : Schatten von Revan (Roman)
- Star Wars: Die alte Republik : Ritter des ewigen ThronsZeitleiste 8: Der Jedi-Bürgerkrieg (Roman)
- Darth Bane: Die Regel der Zwei, Drew Karpyshyn, Blanvalet (Roman)
- Star Wars: Knights of the Old Republic (Videospiel)
- Star Wars: The Old Republic (MMORPG)

### Zonama Sekot
Zonama Sekot ist ein Planet außerhalb des Territoriums der Alten Republik.
Die Besonderheit des Planeten besteht darin, dass er ein einziger lebender Organismus war. Der Himmelskörper allein wird „Zonama“ genannt, der in der Macht entstandene, den kompletten Planeten kontrollierende Geist ist unter dem Namen „Sekot“ bekannt.
Sekot kontrolliert die komplette Umwelt des Planeten, die hauptsächlich aus Boras, baumähnlichen Wesen mit kollektivem Bewusstsein, besteht. Die auf dem Planeten lebenden Ferroaner stehen durch einen machtsensitiven Magister mit Sekot in Kontakt. Diesem zeigt sich Sekot in einer körperlichen Form. In den Romanen waren das u. a. die Jedi Vergere, die Yuuzhan-Vong-Gestalterin Nen Yim oder eine junge Version Anakin Skywalkers.
Erstmals erscheint Zonama Sekot in dem drei Jahre nach Episode I angesiedelten Roman Planet der Verräter, in dem Obi-Wan Kenobi und sein Padawan Anakin die vermisste Jedi Vergere suchen sollen. Am Ende können sie jedoch nur herausfinden, dass sie mit den Far Outsiders den Planeten verlassen hat, um die Kolonisten vor weiteren Angriffen der unbekannten Alien-Rasse zu schützen. Nachdem die Jedi Zonama Sekot verlassen haben, flieht der ganze Planet mit von Sekot erschaffenen Triebwerken in den Hyperraum, um einer Invasion Wilhuff Tarkins zu entgehen, der eine Flotte der Handelsföderation anführte.
Die Ereignisse des Romans werden in der Reihe Erbe der Jedi-Ritter erneut aufgegriffen: Die Far Outsiders entpuppen sich als die Yuuzhan Vong, mit denen Vergere ungefähr 50 Jahre nach ihrem Verschwinden in die bekannte Galaxis zurückkehrte. Kurz vor ihrem Tod erzählt sie Jacen Solo von dem verschollenen Planeten, der einst ohne fremde Hilfe eine Flotte der Yuuzhan Vong zurückgeschlagen hatte.
Eine Jedi-Expedition unter Luke Skywalker entdeckt schließlich den Planeten tief in den unbekannten Regionen der Galaxis. Luke kann Sekot dazu überreden, sich den Streitkräften der galaktischen Föderation anzuschließen. Nach dem Yuuzhan-Vong-Krieg stellt Sekot ihn den überlebenden Yuuzhan Vong als neue Heimat zur Verfügung.
Erscheint in:
- Planet der Verräter, Greg Bear, Blanvalet Verlag ISBN 3-442-35494-3 (Roman)
- Das Erbe der Jedi-Ritter 16: Der verschollene Planet, Blanvalet Verlag (Roman)
- Das Erbe der Jedi-Ritter 17: Wider alle Hoffnung, Blanvalet Verlag (Roman)
- Das Erbe der Jedi-Ritter 18: Die letzte Prophezeiung, Blanvalet Verlag (Roman)
- Das Erbe der Jedi-Ritter 19: Vereint durch die Macht, Blanvalet (Roman)